# Lista monumentelor istorice din județul Mehedinți

Simbol pentru monumentele istorice

Lista monumentelor istorice din județul Mehedinți cuprinde monumentele istorice din județul Mehedinți înscrise în Patrimoniul cultural național al României.
Lista completă este menținută și actualizată periodic de către Ministerul Culturii, Cultelor și Patrimoniului Național din România, prin intermediul Institutului Național al Patrimoniului, ultima versiune datând din 2015. Această listă cuprinde și actualizările ulterioare, realizate prin ordin al ministrului culturii.

| Cod LMI                                                                          | Denumire                                                                                         | Localitate                                               | Localizare | Datare, Creatori                                                          | Imagine               | Erori             |
| -------------------------------------------------------------------------------- | ------------------------------------------------------------------------------------------------ | -------------------------------------------------------- | --- | ------------------------------------------------------------------------- | --------------------- | ----------------- |
| MH-I-s-B-10044 (RAN: 109782.01)                                                  | Orașul roman Drobeta                                                                             | municipiul Drobeta Turnu Severin                         | Între str. Călărași, Calomfirescu, Smârdan, parcul Liceului „Traian” și malul Dunării 44.6259°N 22.6531°E                                    | sec. II-VI p. Chr., Epoca romană                                          | Alte imagini          | Raportează eroare |
| MH-I-s-B-10045 (RAN: 109817.01)                                                  | Situl arheologic de la Drobeta Turnu Severin, punct „Schela Cladovei”                            | municipiul Drobeta Turnu Severin                         | Cartier Schela Cladovei, de la șantierul naval până la ștrand, pe o fâșie de-a lungul Dunării până la calea ferată                           |                                                                           | Încarcă foto \| video | Raportează eroare |
| MH-I-m-B-10045.01                                                                | Așezare                                                                                          | municipiul Drobeta Turnu Severin                         | Cartier Schela Cladovei, „Conducta IAS”, lângă stația de pompare                                                                             | sec. XVII - XVIII, Epoca medievală                                        | Încarcă foto \| video | Raportează eroare |
| MH-I-m-B-10045.02                                                                | Necropolă                                                                                        | municipiul Drobeta Turnu Severin                         | Cartier Schela Cladovei, „Conducta IAS”, lângă stația de pompare                                                                             | sec. II - III p. Chr., Epoca romană                                       | Încarcă foto \| video | Raportează eroare |
| MH-I-m-B-10045.03                                                                | Așezare                                                                                          | municipiul Drobeta Turnu Severin                         | Cartier Schela Cladovei, „Conducta IAS”, lângă stația de pompare                                                                             | sec. III p. Chr., Epoca romană                                            | Încarcă foto \| video | Raportează eroare |
| MH-I-m-B-10045.04                                                                | Așezare                                                                                          | municipiul Drobeta Turnu Severin                         | Cartier Schela Cladovei, „Conducta IAS”, lângă stația de pompare                                                                             | sec. I a. Chr.-I p. Chr., Latène, Cultura geto-dacică                     | Încarcă foto \| video | Raportează eroare |
| MH-I-m-B-10045.05                                                                | Așezare                                                                                          | municipiul Drobeta Turnu Severin                         | Cartier Schela Cladovei, „Conducta IAS”, lângă stația de pompare                                                                             | sec. VIII - VI a. Chr., Hallstatt                                         | Încarcă foto \| video | Raportează eroare |
| MH-I-m-B-10045.06                                                                | Așezare                                                                                          | municipiul Drobeta Turnu Severin                         | Cartier Schela Cladovei, „Conducta IAS”, lângă stația de pompare                                                                             | Epoca bronzului, Cultura Gârla Mare                                       | Încarcă foto \| video | Raportează eroare |
| MH-I-m-B-10045.07                                                                | Așezare                                                                                          | municipiul Drobeta Turnu Severin                         | Cartier Schela Cladovei, „Conducta IAS”, lângă stația de pompare                                                                             | Neolitic timpuriu, Cultura Starcevo - Criș                                | Încarcă foto \| video | Raportează eroare |
| MH-I-m-B-10045.08                                                                | Așezare                                                                                          | municipiul Drobeta Turnu Severin                         | Cartier Schela Cladovei, „Conducta IAS”, lângă stația de pompare                                                                             | Epipaleolitic                                                             | Încarcă foto \| video | Raportează eroare |
| MH-I-m-A-10046                                                                   | Ruinele bisericii medievale de la Drobeta Turnu Severin                                          | municipiul Drobeta Turnu Severin                         | Str. Carol I 6 în parcul Liceului „Traian”                                                                                                   | sec. XIII-XIV                                                             | Încarcă foto \| video | Raportează eroare |
| MH-I-s-A-10047 (RAN: 109782.02)                                                  | Situl arheologic de la Drobeta Turnu Severin                                                     | municipiul Drobeta Turnu Severin                         | Str. Independenței 2, în curtea Muzeului Regiunii „Porților de Fier”                                                                         |                                                                           | Alte imagini          | Raportează eroare |
| MH-I-m-A-10047.01 (RAN: 109782.02.04)                                            | Fortificație                                                                                     | municipiul Drobeta Turnu Severin                         | Str. Independenței 2, în curtea Muzeului Regiunii „Porților de Fier”                                                                         | sec. XIII-XV                                                              | Încarcă foto \| video | Raportează eroare |
| MH-I-m-A-10047.02 (RAN: 109782.02.03)                                            | Terme                                                                                            | municipiul Drobeta Turnu Severin                         | Str. Independenței 2, în curtea Muzeului Regiunii „Porților de Fier”                                                                         | sec. II-VI p. Chr.                                                        | Alte imagini          | Raportează eroare |
| MH-I-m-A-10047.03 (RAN: 109782.02.02)                                            | Castrul Drobeta                                                                                  | municipiul Drobeta Turnu Severin                         | Str. Independenței 2, în curtea Muzeului Regiunii „Porților de Fier” 44.62494°N 22.66801°E                                                   | sec. II-VI p. Chr.                                                        | Alte imagini          | Raportează eroare |
| MH-I-m-A-10047.04 (RAN: 109782.02.01)                                            | Podul lui Traian (ruina)                                                                         | municipiul Drobeta Turnu Severin                         | Str. Independenței 2, în curtea Muzeului Regiunii „Porților de Fier” 44.6237°N 22.6671°E                                                     | sec. II p. Chr.                                                           | Alte imagini          | Raportează eroare |
| MH-I-m-A-10047.05                                                                | Amfiteatrul roman                                                                                | municipiul Drobeta Turnu Severin                         | Str. Independenței 2, în curtea Muzeului Regiunii „Porților de Fier” 44.62367°N 22.66682°E                                                   | sec. II p. Chr.                                                           | Alte imagini          | Raportează eroare |
| MH-I-m-A-10048                                                                   | Ruinele bisericii cu contraforturi                                                               | municipiul Drobeta Turnu Severin                         | Str. Independenței 2, în curtea Muzeului Regiunii „Porților de Fier” 44.62438°N 22.66612°E                                                   | sec. XIII-XIV                                                             |                       | Raportează eroare |
| MH-I-s-B-10049 (RAN: 113947.01)                                                  | Situl arheologic de la Almăjel                                                                   | sat Almăjel; comuna Vlădaia                              | „Fântânele Mari”, în vatra satului, la 500 m sud de biserică                                                                                 |                                                                           | Încarcă foto \| video | Raportează eroare |
| MH-I-m-B-10049.01                                                                | Așezare                                                                                          | sat Almăjel; comuna Vlădaia                              | „Fântânele Mari”, în vatra satului, la 500 m sud de biserică                                                                                 | sec. IX - VIII a. Chr., Hallstatt                                         | Încarcă foto \| video | Raportează eroare |
| MH-I-m-B-10049.02                                                                | Așezare                                                                                          | sat Almăjel; comuna Vlădaia                              | „Fântânele Mari”, în vatra satului, la 500 m sud de biserică                                                                                 | Epoca bronzului, Cultura Gârla Mare                                       | Încarcă foto \| video | Raportează eroare |
| MH-I-m-B-10049.03                                                                | Așezare                                                                                          | sat Almăjel; comuna Vlădaia                              | „Fântânele Mari”, în vatra satului, la 500 m sud de biserică                                                                                 | Eneolitic, Cultura Sălcuța                                                | Încarcă foto \| video | Raportează eroare |
| MH-I-s-B-10050 (RAN: 110312.01)                                                  | Așezare                                                                                          | sat Bala de Sus; comuna Bala                             | „La Fântână”, la 500 m V de sat | sec. I a. Chr.-I p. Chr., Latène                                          | Încarcă foto \| video | Raportează eroare |
| MH-I-s-B-10051 (RAN: 112487.01)                                                  | Ruinele cetății Grădețului                                                                       | sat Balotești; comuna Izvoru Bârzii                      | la 2 km E de sat | sec. XIII                                                                 | Încarcă foto \| video | Raportează eroare |
| MH-I-s-B-10052 (RAN: 110465.01)                                                  | Așezare                                                                                          | sat Balta; comuna Balta                                  | „Peștera Mare”, la intrarea în peșteră și în jurul acesteia, la 500 m de drumul Balta-Sfodea                                                 | sec. IV - III a. Chr., Latène                                             | Încarcă foto \| video | Raportează eroare |
| MH-I-s-B-10053 (RAN: 111881.01)                                                  | Așezarea romană de la Gogoșu                                                                     | sat Balta Verde; comuna Gogoșu                           | „Câmpul Deciului”, între satul Balta Verde și satul Izvoarele                                                                                | sec. II - III p. Chr.                                                     | Încarcă foto \| video | Raportează eroare |
| MH-I-s-B-10054 (RAN: 111505.01)                                                  | Situl arheologic de la Batoți                                                                    | sat Batoți; comuna Devesel                               | lângă grajdurile fostului CAP |                                                                           | Încarcă foto \| video | Raportează eroare |
| MH-I-m-B-10054.01 (RAN: 111505.01.04)                                            | Așezare                                                                                          | sat Batoți; comuna Devesel                               | lângă grajdurile fostului CAP | sec. XIV                                                                  | Încarcă foto \| video | Raportează eroare |
| MH-I-m-B-10054.02 (RAN: 111505.01.03)                                            | Așezare                                                                                          | sat Batoți; comuna Devesel                               | lângă grajdurile fostului CAP | sec. II - III p. Chr.                                                     | Încarcă foto \| video | Raportează eroare |
| MH-I-m-B-10054.03 (RAN: 111505.01.01)                                            | Așezare                                                                                          | sat Batoți; comuna Devesel                               | lângă grajdurile fostului CAP | sec. VIII - VI a. Chr., Hallstatt                                         | Încarcă foto \| video | Raportează eroare |
| MH-I-m-B-10054.04 (RAN: 111505.01.02)                                            | Așezare                                                                                          | sat Batoți; comuna Devesel                               | lângă grajdurile fostului CAP | Neolitic                                                                  | Încarcă foto \| video | Raportează eroare |
| MH-I-s-B-10055 (RAN: 110544.01)                                                  | Brazda lui Novac                                                                                 | sat Bălăcița; comuna Bălăcița                            | se continuă spre Șimian, Livezile, Hinova și Orevița Mare                                                                                    | sec. IV                                                                   | Încarcă foto \| video | Raportează eroare |
| MH-I-s-B-10056 (RAN: 111514.01)                                                  | Situl arheologic de la Bistrețu                                                                  | sat Bistrețu; comuna Devesel                             | „La Punți”, la 1 km NE de sat |                                                                           | Încarcă foto \| video | Raportează eroare |
| MH-I-m-B-10056.01 (RAN: 111514.01.01)                                            | Așezare                                                                                          | sat Bistrețu; comuna Devesel                             | „La Punți”, la 1 km NE de sat | Epoca bronzului                                                           | Încarcă foto \| video | Raportează eroare |
| MH-I-m-B-10056.02 (RAN: 111514.01.02)                                            | Așezare                                                                                          | sat Bistrețu; comuna Devesel                             | „La Punți”, la 1 km NE de sat | Eneolitic, Cultura Bodrogkeresztur                                        | Încarcă foto \| video | Raportează eroare |
| MH-I-s-B-10057 (RAN: 112094.01)                                                  | Așezare                                                                                          | sat Bistrița; comuna Hinova                              | „Ursoaica”, pe valea pârâului Bistrița | sec. II - IV p. Chr.                                                      | Încarcă foto \| video | Raportează eroare |
| MH-I-s-B-10058 (RAN: 112682.01)                                                  | Cetatea dacică de pământ de la Bobaița                                                           | sat Bobaița; comuna Malovăț                              | „La Cetate”, într-o zonă de dealîmpădurit la N de satul Colibași                                                                             | sec. I a. Chr., Latène                                                    | Încarcă foto \| video | Raportează eroare |
| MH-I-s-B-10059                                                                   | Situl arheologic de la Breznița-Ocol                                                             | sat Breznița-Ocol; comuna Breznița-Ocol                  | în spatele Poliției, pe malul pârâului |                                                                           | Încarcă foto \| video | Raportează eroare |
| MH-I-m-B-10059.01 (RAN: 110839.01.02)                                            | Așezare                                                                                          | sat Breznița-Ocol; comuna Breznița-Ocol                  | în spatele Poliției, pe malul pârâului | sec. XIV                                                                  | Încarcă foto \| video | Raportează eroare |
| MH-I-m-B-10059.02 (RAN: 110839.01.03)                                            | Așezare                                                                                          | sat Breznița-Ocol; comuna Breznița-Ocol                  | în spatele Poliției, pe malul pârâului | sec. VII, Hallstatt                                                       | Încarcă foto \| video | Raportează eroare |
| MH-I-m-B-10059.03 (RAN: 110839.01.01)                                            | Așezare                                                                                          | sat Breznița-Ocol; comuna Breznița-Ocol                  | în spatele Poliției, pe malul pârâului | Epoca bronzului, Cultura Verbicioara                                      | Încarcă foto \| video | Raportează eroare |
| MH-I-s-B-10060 (RAN: 110250.01)                                                  | Situl arheologic de la Bucura                                                                    | sat Bucura; oraș Vânju Mare                              | pe drumul Bucura-Oprișor |                                                                           | Încarcă foto \| video | Raportează eroare |
| MH-I-m-B-10060.01 (RAN: 110250.01.01)                                            | Așezare                                                                                          | sat Bucura; oraș Vânju Mare                              | pe drumul Bucura-Oprișor | sec. VII a. Chr., Hallstatt                                               | Încarcă foto \| video | Raportează eroare |
| MH-I-m-B-10060.02 (RAN: 110250.01.02)                                            | Așezare                                                                                          | sat Bucura; oraș Vânju Mare                              | la 1 km E de sat | sec. XVIII - XVII a. Chr., Epoca bronzului, Cultura Verbicioara, faza III | Încarcă foto \| video | Raportează eroare |
| MH-I-s-B-10061 (RAN: 109844.01)                                                  | Necropola hallstattiană de la Cerneți                                                            | sat Cerneți; comuna Șimian                               | lângă serele fostului CAP | sec. VIII - VII a. Chr., Hallstatt                                        | Încarcă foto \| video | Raportează eroare |
| MH-I-s-B-10062 (RAN: 109844.02)                                                  | Ruinedeziduriromanede la Cerneți                                                                 | sat Cerneți; comuna Șimian                               | „Moara Mănescului”, pe malul stâng alrâului Topolnița                                                                                        | sec. II - III p. Chr.                                                     | Încarcă foto \| video | Raportează eroare |
| MH-I-s-B-10063 (RAN: 111239.01)                                                  | Situl arheologic de la Cireșu                                                                    | sat Cireșu; comuna Cireșu                                | „La Răchiți”, „Ogașul cu nuci”, la 500 m N de drumul Cireșu-Bunoaica                                                                         |                                                                           | Încarcă foto \| video | Raportează eroare |
| MH-I-s-B-10063.01                                                                | Așezare                                                                                          | sat Cireșu; comuna Cireșu                                | „La Răchiți”, la intrarea în sat |                                                                           | Încarcă foto \| video | Raportează eroare |
| MH-I-s-B-10063.02                                                                | Cuptoare dacice pentru reducerea minereului de fier                                              | sat Cireșu; comuna Cireșu                                | „La Răchiți”, la intrarea în sat | sec. IV-II a. Chr., Latène, Cultura geto-dacică                           | Încarcă foto \| video | Raportează eroare |
| MH-I-s-B-10063.03                                                                | Așezare                                                                                          | sat Cireșu; comuna Cireșu                                | „Ogașul cu nuci”, la cca. 500 m. V de punctul „la Răchiți”                                                                                   | Eneolitic, Cultura Sălcuța                                                | Încarcă foto \| video | Raportează eroare |
| MH-I-s-B-10064 (RAN: 111426.01)                                                  | Așezare                                                                                          | sat Corlățel; comuna Corlățel                            | la N de sat, pe malul râului Drincea | Eneolitic, Cultura Sălcuța                                                | Încarcă foto \| video | Raportează eroare |
| MH-I-s-B-10065 (RAN: 113670.01)                                                  | Așezarea romană de la Crăguești                                                                  | sat Crăguești; comuna Șișești                            | în fața sediului fostului CAP | sec. II-III p. Chr.                                                       | Încarcă foto \| video | Raportează eroare |
| MH-I-s-B-10066 (RAN: 110964.02)                                                  | Situl arheologic de la Crivina                                                                   | sat Crivina; comuna Burila Mare                          | „Km fluvial 894”, lângă pichetul de grăniceri                                                                                                |                                                                           | Încarcă foto \| video | Raportează eroare |
| MH-I-m-B-10066.01 (RAN: 110964.02.01)                                            | Așezare                                                                                          | sat Crivina; comuna Burila Mare                          | „Km fluvial 894”, lângă pichetul de grăniceri                                                                                                | sec. X - XII                                                              | Încarcă foto \| video | Raportează eroare |
| MH-I-m-B-10066.02                                                                | Așezare                                                                                          | sat Crivina; comuna Burila Mare                          | „Km fluvial 894”, lângă pichetul de grăniceri                                                                                                | sec. VII - VI a. Chr., Hallstatt                                          | Încarcă foto \| video | Raportează eroare |
| MH-I-m-B-10066.03 (RAN: 110964.02.03)                                            | Necropolă                                                                                        | sat Crivina; comuna Burila Mare                          | „Km fluvial 894”, lângă pichetul de grăniceri                                                                                                | Epoca bronzului                                                           | Încarcă foto \| video | Raportează eroare |
| MH-I-m-B-10066.04 (RAN: 110964.02.04)                                            | Așezare                                                                                          | sat Crivina; comuna Burila Mare                          | „Km fluvial 894”, lângă pichetul de grăniceri                                                                                                | Epoca bronzului, Cultura Gârla Mare                                       | Încarcă foto \| video | Raportează eroare |
| MH-I-m-B-10067                                                                   | Așezare fortificată                                                                              | sat Dârvari; comuna Dârvari                              | „Cetățuia”, la 3 km E de sat | Epoca bronzului                                                           | Încarcă foto \| video | Raportează eroare |
| MH-I-s-B-10068 (RAN: 111499.01)                                                  | Situl arheologic de la Devesel, punct „Ochiuri”                                                  | sat Devesel; comuna Devesel                              | „La Ochiuri”, în stânga podului de pe șoseaua Devesel - Bistreț                                                                              |                                                                           | Încarcă foto \| video | Raportează eroare |
| MH-I-m-B-10068.01 (RAN: 111499.01.03)                                            | Așezare                                                                                          | sat Devesel; comuna Devesel                              | „La Ochiuri”, în stânga podului de pe șoseaua Devesel - Bistreț                                                                              | sec. VII-VI a. Chr.                                                       | Încarcă foto \| video | Raportează eroare |
| MH-I-m-B-10068.02 (RAN: 111499.01.02)                                            | Așezare                                                                                          | sat Devesel; comuna Devesel                              | „La Ochiuri”, în stânga podului de pe șoseaua Devesel - Bistreț                                                                              | Epoca bronzului, Cultura Gârla Mare                                       | Încarcă foto \| video | Raportează eroare |
| MH-I-m-B-10068.03 (RAN: 111499.01.01)                                            | Așezare                                                                                          | sat Devesel; comuna Devesel                              | „La Ochiuri”, în stânga podului de pe șoseaua Devesel - Bistreț                                                                              | Eneolitic, Cultura Sălcuța                                                | Încarcă foto \| video | Raportează eroare |
| MH-I-s-B-10069 (RAN: 110553.01)                                                  | Așezare                                                                                          | sat Dobra; comuna Bălăcița                               | în curtea școlii generale | Epoca bronzului, Cultura Verbicioara                                      | Încarcă foto \| video | Raportează eroare |
| MH-I-s-A-10070 (RAN: 112316.01)                                                  | Ruinele mănăstirii Coșuștea-Crivelnic                                                            | sat Firizu; comuna Ilovăț                                | la capătul satului, pe malul apei Coșuștea                                                                                                   | sec. XIV                                                                  | Încarcă foto \| video | Raportează eroare |
| MH-I-s-B-10071 (RAN: 111337.01)                                                  | Așezare                                                                                          | sat Gârbovățu de Jos; comuna Corcova                     | pe malul pârâului, lângă casa familiei Cioabă                                                                                                | Epoca bronzului, Cultura Verbicioara                                      | Încarcă foto \| video | Raportează eroare |
| MH-I-s-A-10072 (RAN: 111792.01)                                                  | Așezare                                                                                          | sat Gârla Mare; comuna Gârla Mare                        | „La Gârloacă”, pe malul Dunării, la 200 m S de sat, în luncă                                                                                 | Epoca bronzului, Cultura Gârla Mare                                       | Încarcă foto \| video | Raportează eroare |
| MH-I-s-B-10073 (RAN: 112049.01)                                                  | Situl arheologic de la Gruia                                                                     | sat Gruia; comuna Gruia                                  | „La Carieră”, pe malul Dunării, lângă port                                                                                                   |                                                                           | Încarcă foto \| video | Raportează eroare |
| MH-I-m-B-10073.01 (RAN: 112049.01.02)                                            | Așezare                                                                                          | sat Gruia; comuna Gruia                                  | „La Carieră”, pe malul Dunării, lângă port                                                                                                   | sec. II - I a. Chr., Latène, Cultura geto-dacică                          | Încarcă foto \| video | Raportează eroare |
| MH-I-m-B-10073.02 (RAN: 112049.01.01)                                            | Așezare hallstattiană                                                                            | sat Gruia; comuna Gruia                                  | „La Carieră”, pe malul Dunării, lângă port                                                                                                   | sec. VI a. Chr., Hallstatt târziu                                         | Încarcă foto \| video | Raportează eroare |
| MH-I-s-B-10074 (RAN: 109791.01)                                                  | Situl arheologic de la Gura Văii, punct „Insula Banului”                                         | localitatea Gura Văii; municipiul Drobeta-Turnu Severin  | „Insula Banului” |                                                                           | Încarcă foto \| video | Raportează eroare |
| MH-I-m-B-10074.01 (RAN: 109791.01.03)                                            | Fortificație medievală                                                                           | localitatea Gura Văii; municipiul Drobeta-Turnu Severin  | „Insula Banului” | sec. XIV - XV                                                             | Încarcă foto \| video | Raportează eroare |
| MH-I-m-B-10074.02 (RAN: 109791.01.02)                                            | Fortificația romano-bizantină                                                                    | localitatea Gura Văii; municipiul Drobeta-Turnu Severin  | „Insula Banului” | sec. IV - VI                                                              | Încarcă foto \| video | Raportează eroare |
| MH-I-m-B-10074.03 (RAN: 109791.01.01)                                            | Fortificația romană târzie                                                                       | localitatea Gura Văii; municipiul Drobeta-Turnu Severin  | „Insula Banului” | sec. IV p. Chr.                                                           | Încarcă foto \| video | Raportează eroare |
| MH-I-m-B-10074.04 (RAN: 109791.01.04)                                            | Așezare                                                                                          | localitatea Gura Văii; municipiul Drobeta-Turnu Severin  | „Insula Banului” | sec. X - IX a. Chr., Hallstatt                                            | Încarcă foto \| video | Raportează eroare |
| MH-I-s-B-10075 (RAN: 112496.01)                                                  | Așezare                                                                                          | sat Halânga; comuna Izvoru Bârzii                        | „La Poligon” | sec. II - III p. Chr.                                                     | Încarcă foto \| video | Raportează eroare |
| MH-I-s-A-10076 (RAN: 112085.01)                                                  | Castrul roman de la Hinova                                                                       | sat Hinova; comuna Hinova                                | lângă pichetul grănicerilor 44.53999°N 22.77619°E                                                                                            | sec. IV - V                                                               | Încarcă foto \| video | Raportează eroare |
| MH-I-m-B-10077                                                                   | Brazda lui Novac                                                                                 | sat Hinova; comuna Hinova                                | se continuă spre Livezile, Șimian, Bălăcița și Orevița Mare                                                                                  | sec. IV p. Chr.                                                           | Încarcă foto \| video | Raportează eroare |
| MH-I-s-B-10078 (RAN: 112762.01)                                                  | Situl arheologic de la Izimșa                                                                    | sat Izimșa; comuna Obârșia de Câmp                       | „Fântânele”, „La Cazan”, la margineadinspre E a satului                                                                                      |                                                                           | Încarcă foto \| video | Raportează eroare |
| MH-I-m-B-10078.01                                                                | Așezare                                                                                          | sat Izimșa; comuna Obârșia de Câmp                       | „Fântânele”, „La Cazan”, la margineadinspre E a satului                                                                                      | sec. II - III p. Chr.                                                     | Încarcă foto \| video | Raportează eroare |
| MH-I-m-B-10078.02 (RAN: 112762.01.01)                                            | Așezare                                                                                          | sat Izimșa; comuna Obârșia de Câmp                       | „Fântânele”, „La Cazan”, la margineadinspre E a satului                                                                                      | sec. XV - XII a. Chr., Epoca bronzului, Cultura Gârla Mare                | Încarcă foto \| video | Raportează eroare |
| MH-I-s-B-10079 (RAN: 112058.01)                                                  | Situl arheologic de la Izvoarele                                                                 | sat Izvoarele; comuna Gruia                              | Km fluvial 860,5 |                                                                           | Încarcă foto \| video | Raportează eroare |
| MH-I-m-B-10079.01 (RAN: 112058.01.06)                                            | Așezare                                                                                          | sat Izvoarele; comuna Gruia                              | | sec. XIV                                                                  | Încarcă foto \| video | Raportează eroare |
| MH-I-m-B-10079.02 (RAN: 112058.01.05)                                            | Necropolă                                                                                        | sat Izvoarele; comuna Gruia                              | la 250 m SE de castru | sec. XIV                                                                  | Încarcă foto \| video | Raportează eroare |
| MH-I-m-B-10079.03 (RAN: 112058.01.04)                                            | Castru                                                                                           | sat Izvoarele; comuna Gruia                              | la ieșirea din sat, pe DJ 567, pe direcția Izvoarele-Balta Verde                                                                             | Epoca romană                                                              | Încarcă foto \| video | Raportează eroare |
| MH-I-m-B-10079.04 (RAN: 112058.01.03)                                            | Așezare                                                                                          | sat Izvoarele; comuna Gruia                              | | sec. I a. Chr., Latène, Cultura geto-dacică                               | Încarcă foto \| video | Raportează eroare |
| MH-I-m-B-10079.05 (RAN: 112058.01.02)                                            | Așezare                                                                                          | sat Izvoarele; comuna Gruia                              | | sec. IX - VII a. Chr., Hallstatt                                          | Încarcă foto \| video | Raportează eroare |
| MH-I-m-B-10079.06 (RAN: 112058.01.01)                                            | Așezare                                                                                          | sat Izvoarele; comuna Gruia                              | | Epoca bronzului, Cultura Gârla Mare                                       | Încarcă foto \| video | Raportează eroare |
| MH-I-s-B-10080 (RAN: 110973.01)                                                  | Situl arheologic de la Izvoru Frumos                                                             | sat Izvoru Frumos; comuna Burila Mare                    | pe malul Dunării, la km fluvial 881 |                                                                           | Încarcă foto \| video | Raportează eroare |
| MH-I-m-B-10080.01 (RAN: 110973.01.04)                                            | Așezare                                                                                          | sat Izvoru Frumos; comuna Burila Mare                    | pe malul Dunării, la km fluvial 881 | sec. XI - XIV                                                             | Încarcă foto \| video | Raportează eroare |
| MH-I-m-B-10080.02 (RAN: 110973.01.02, 110973.01.03)                              | Așezare                                                                                          | sat Izvoru Frumos; comuna Burila Mare                    | pe malul Dunării, la km fluvial 881 | Epoca romană                                                              | Încarcă foto \| video | Raportează eroare |
| MH-I-m-B-10080.03                                                                | Necropolă                                                                                        | sat Izvoru Frumos; comuna Burila Mare                    | pe malul Dunării, la km fluvial 881 | Epoca romană                                                              | Încarcă foto \| video | Raportează eroare |
| MH-I-m-B-10080.04 (RAN: 110973.01.01)                                            | Așezare                                                                                          | sat Izvoru Frumos; comuna Burila Mare                    | pe malul Dunării, la km fluvial 881 | sec. VIII - VI a. Chr., Hallstatt                                         | Încarcă foto \| video | Raportează eroare |
| MH-I-m-B-10081                                                                   | Brazda lui Novac                                                                                 | sat Livezile; comuna Livezile                            | se continuă spre Hinova, Șimian, Bălăcița și Orevița Mare                                                                                    | Epoca romană                                                              | Încarcă foto \| video | Raportează eroare |
| MH-I-s-B-10082 (RAN: 112780.01)                                                  | Așezare                                                                                          | sat Oprișor; comuna Oprișor                              | „La Carieră”, lângă clădirea Vinalcoolului                                                                                                   | sec. IV - III a. Chr., Latène, Cultura geto-dacică                        | Încarcă foto \| video | Raportează eroare |
| MH-I-m-B-10083                                                                   | Brazda lui Novac                                                                                 | sat aparținător Orevița Mare; oraș Vânju Mare            | se continuă spre Hinova, Șimian și Bălăcița                                                                                                  | sec. IV p. Chr., Epoca romană                                             | Încarcă foto \| video | Raportează eroare |
| MH-I-s-B-10084 (RAN: 110278.01)                                                  | Așezare                                                                                          | sat aparținător Orevița Mare; oraș Vânju Mare            | „Păulești”, la 2 km E de sat, pe dealul Măroiu                                                                                               | Epoca bronzului, Cultura Verbicioara                                      | Încarcă foto \| video | Raportează eroare |
| MH-I-s-B-10085 (RAN: 110278.02)                                                  | Situl arheologic de la Orevița Mare                                                              | sat aparținător Orevița Mare; oraș Vânju Mare            | „Dealul Cetății”, „La Gaura Babei” |                                                                           | Încarcă foto \| video | Raportează eroare |
| MH-I-m-B-10085.01 (RAN: 110278.02.02)                                            | Așezare                                                                                          | sat aparținător Orevița Mare; oraș Vânju Mare            | „Dealul Cetății” | sec. I - II p. Chr., Latène                                               | Încarcă foto \| video | Raportează eroare |
| MH-I-m-B-10085.02 (RAN: 110278.02.01)                                            | Așezare fortificată                                                                              | sat aparținător Orevița Mare; oraș Vânju Mare            | „Dealul Cetății”, pe panta din fața satului                                                                                                  | sec. VII - VI a. Chr., Hallstatt                                          | Încarcă foto \| video | Raportează eroare |
| MH-I-s-B-10086 (RAN: 111907.02)                                                  | Situl arheologic de la Ostrovu Corbului                                                          | sat Ostrovu Corbului; comuna Hinova                      | „Botu Piscului”, în capătul din amonte al insulei                                                                                            |                                                                           | Încarcă foto \| video | Raportează eroare |
| MH-I-m-B-10086.01 (RAN: 111907.02.02)                                            | Așezare                                                                                          | sat Ostrovu Corbului; comuna Hinova                      | „Botu Piscului”, în capătul din amonteal insulei                                                                                             | sec. VIII - VI a. Chr., Hallstatt, Cultura Basarabi                       | Încarcă foto \| video | Raportează eroare |
| MH-I-m-B-10086.02 (RAN: 111907.02.03)                                            | Necropolă                                                                                        | sat Ostrovu Corbului; comuna Hinova                      | „Botu Piscului”, în capătul din amonteal insulei                                                                                             | sec. VIII - VI a. Chr., Hallstatt, Cultura Basarabi                       | Încarcă foto \| video | Raportează eroare |
| MH-I-m-B-10086.03 (RAN: 111907.02.01)                                            | Așezare                                                                                          | sat Ostrovu Corbului; comuna Hinova                      | „Botu Piscului”, în capătul din amonteal insulei                                                                                             | Eneolitic, Cultura Sălcuța                                                | Încarcă foto \| video | Raportează eroare |
| MH-I-s-B-10087 (RAN: 111907.01)                                                  | Așezare                                                                                          | sat Ostrovu Mare; comuna Gogoșu                          | „Bivolarii”, pe malul Dunării, la 500 m E de sat                                                                                             | Epoca bronzului, Cultura Gârla Mare                                       | Încarcă foto \| video | Raportează eroare |
| MH-I-s-B-10088 (RAN: 111907.03)                                                  | Așezare                                                                                          | sat Ostrovu Mare; comuna Gogoșu                          | „Prundul Deiului”, pe Dunărea Mică, în centrul insulei                                                                                       | sec. II - IV p. Chr.                                                      | Încarcă foto \| video | Raportează eroare |
| MH-I-s-B-10089 (RAN: 111907.04)                                                  | Situl arheologic de la Ostrovu Mare                                                              | sat Ostrovu Mare; comuna Gogoșu                          | Pe malul Dunării, la km fluvial 875 |                                                                           | Încarcă foto \| video | Raportează eroare |
| MH-I-m-B-10089.01 (RAN: 111907.04.02)                                            | Necropolă medievală                                                                              | sat Ostrovu Mare; comuna Gogoșu                          | Pe malul Dunării, la km fluvial 875 | sec. XIII-XIV                                                             | Încarcă foto \| video | Raportează eroare |
| MH-I-m-B-10089.02 (RAN: 111907.04.01)                                            | Așezare                                                                                          | sat Ostrovu Mare; comuna Gogoșu                          | Pe malul Dunării, la km fluvial 875 | Epipaleolitic                                                             | Încarcă foto \| video | Raportează eroare |
| MH-I-s-B-10090 (RAN: 113215.01)                                                  | Situl arheologic de la Pristol                                                                   | sat Pristol; comuna Pristol                              | Pe malul Dunării, lângă stația de pompare, la km fluvial 847                                                                                 |                                                                           | Încarcă foto \| video | Raportează eroare |
| MH-I-m-B-10090.01 (RAN: 113215.01.03)                                            | Așezare                                                                                          | sat Pristol; comuna Pristol                              | Pe malul Dunării, lângă stația de pompare, la km fluvial 847                                                                                 | sec. IX - XI                                                              | Încarcă foto \| video | Raportează eroare |
| MH-I-m-B-10090.02 (RAN: 113215.01.02)                                            | Așezare                                                                                          | sat Pristol; comuna Pristol                              | Pe malul Dunării, lângă stația de pompare, la km fluvial 847                                                                                 | sec. VI a. Chr., Hallstatt mijlociu                                       | Încarcă foto \| video | Raportează eroare |
| MH-I-m-B-10090.03 (RAN: 113215.01.01)                                            | Așezare                                                                                          | sat Pristol; comuna Pristol                              | Pe malul Dunării, lângă stația de pompare, la km fluvial 847                                                                                 | Neolitic timpuriu, Cultura Starèevo - Criș                                | Încarcă foto \| video | Raportează eroare |
| MH-I-s-B-10091 (RAN: 112502.01)                                                  | Castrul roman de la Puținei - Izvoru Bârzii                                                      | sat Puținei; comuna Izvoru Bârzii                        | „La Cetatea lui Negru Vodă”, în parteade SE a satului, vis-à-vis de incinta Combinatului de apă grea ROMAG 44.68049°N 22.70173°E             | sec. IV - V p. Chr.                                                       | Încarcă foto \| video | Raportează eroare |
| MH-I-s-B-10092 (RAN: 112502.02)                                                  | Necropolă medievală                                                                              | sat Puținei; comuna Izvoru Bârzii                        | Situată în actualul cimitir al satului Puținei                                                                                               | sec. XIII-XIV                                                             | Încarcă foto \| video | Raportează eroare |
| MH-I-s-B-10093 (RAN: 111658.01)                                                  | Situl arheologic de la Rocșoreni                                                                 | sat Rocșoreni; comuna Dumbrava                           | „Piscul Bărângii”, la ieșirea din sat, spre satul Greci                                                                                      |                                                                           | Încarcă foto \| video | Raportează eroare |
| MH-I-m-B-10093.01 (RAN: 111658.01.02)                                            | Așezare                                                                                          | sat Rocșoreni; comuna Dumbrava                           | „Piscul Bărângii”, la ieșirea din sat, spre satul Greci                                                                                      | sec. II - III p. Chr.                                                     | Încarcă foto \| video | Raportează eroare |
| MH-I-m-B-10093.02 (RAN: 111658.01.01)                                            | Așezare                                                                                          | sat Rocșoreni; comuna Dumbrava                           | „Piscul Bărângii”, la ieșirea din sat, spre satul Greci                                                                                      | Epoca bronzului                                                           | Încarcă foto \| video | Raportează eroare |
| MH-I-s-B-10094 (RAN: 113475.01)                                                  | Situl arheologic de la Rogova I, punct „La Cazărmi”                                              | sat Rogova; comuna Rogova                                | „La Cazărmi”, pe malul râului Blahnița |                                                                           | Încarcă foto \| video | Raportează eroare |
| MH-I-m-B-10094.01 (RAN: 113475.01.02)                                            | Așezare romană                                                                                   | sat Rogova; comuna Rogova                                | „La Cazărmi”, pe malul râului Blahnița | sec. II - III p. Chr.                                                     | Încarcă foto \| video | Raportează eroare |
| MH-I-m-B-10094.02 (RAN: 113475.01.01)                                            | Fortificație romană                                                                              | sat Rogova; comuna Rogova                                | „La Cazărmi”, pe malul râului Blahnița | sec. II - III p. Chr.                                                     | Încarcă foto \| video | Raportează eroare |
| MH-I-s-B-10095 (RAN: 113475.02)                                                  | Situl arheologic de la Rogova II                                                                 | sat Rogova; comuna Rogova                                | „La Cazărmi” 44.48417°N 22.82778°E |                                                                           | Încarcă foto \| video | Raportează eroare |
| MH-I-m-B-10095.01 (RAN: 113475.02.04)                                            | Așezare                                                                                          | sat Rogova; comuna Rogova                                | „La Cazărmi” 44.48417°N 22.82778°E | sec. X - XI                                                               | Încarcă foto \| video | Raportează eroare |
| MH-I-m-B-10095.02                                                                | Așezare                                                                                          | sat Rogova; comuna Rogova                                | „La Cazărmi”, la 2 km E de sat, pe malurile pârâului Blahnița                                                                                | Hallstatt                                                                 | Încarcă foto \| video | Raportează eroare |
| MH-I-m-B-10095.03 (RAN: 113475.02.03)                                            | Mormânt                                                                                          | sat Rogova; comuna Rogova                                | „La Cazărmi” 44.48417°N 22.82778°E | Hallstatt                                                                 | Încarcă foto \| video | Raportează eroare |
| MH-I-m-B-10095.04 (RAN: 113475.02.05)                                            | Așezare                                                                                          | sat Rogova; comuna Rogova                                | „La Cazărmi” 44.48417°N 22.82778°E | Latène                                                                    | Încarcă foto \| video | Raportează eroare |
| MH-I-m-B-10095.05 (RAN: 113475.02.01)                                            | Așezare                                                                                          | sat Rogova; comuna Rogova                                | „La Cazărmi” 44.48417°N 22.82778°E | Epoca bronzului timpuriu, Cultura Coțofeni                                | Încarcă foto \| video | Raportează eroare |
| MH-I-m-B-10096                                                                   | Așezare                                                                                          | sat Salcia; comuna Salcia                                | în lunca Dunării, lângă clădirea fermei piscicole                                                                                            | Hallstatt                                                                 | Încarcă foto \| video | Raportează eroare |
| MH-I-s-B-10103 (RAN: 109835.01)                                                  | Situl arheologic de la Șimian, punct „Ostrovul Șimian”                                           | sat Șimian; comuna Șimian                                | „Ostrovul Șimian” |                                                                           | Încarcă foto \| video | Raportează eroare |
| MH-I-m-B-10103.01 (RAN: 109835.01.04)                                            | Așezare                                                                                          | sat Șimian; comuna Șimian                                | „Ostrovul Șimian” | sec. I a. Chr., Latène, Cultura geto-dacică                               | Încarcă foto \| video | Raportează eroare |
| MH-I-m-B-10103.02 (RAN: 109835.01.03)                                            | Așezare                                                                                          | sat Șimian; comuna Șimian                                | „Ostrovul Șimian” | sec. VIII a. Chr., Hallstatt                                              | Încarcă foto \| video | Raportează eroare |
| MH-I-m-B-10103.03 (RAN: 109835.01.02)                                            | Așezare                                                                                          | sat Șimian; comuna Șimian                                | „Ostrovul Șimian” | Epoca bronzului timpuriu, Cultura Coțofeni                                | Încarcă foto \| video | Raportează eroare |
| MH-I-m-B-10103.04 (RAN: 109835.01.01)                                            | Așezare                                                                                          | sat Șimian; comuna Șimian                                | „Ostrovul Șimian” | Eneolitic, Cultura Sălcuța                                                | Încarcă foto \| video | Raportează eroare |
| MH-I-s-B-10104 (RAN: 109835.02)                                                  | Situl arheologic de la Șimian                                                                    | sat Șimian; comuna Șimian                                | În viile IAS, în partea de E a satului, lângă Brazda lui Novac                                                                               |                                                                           | Încarcă foto \| video | Raportează eroare |
| MH-I-m-B-10104.01 (RAN: 109835.02.02)                                            | Așezare                                                                                          | sat Șimian; comuna Șimian                                | În viile IAS, în partea de E a satului, lângă Brazda lui Novac                                                                               | sec. II - IV p. Chr.                                                      | Încarcă foto \| video | Raportează eroare |
| MH-I-m-B-10104.02 (RAN: 109835.02.01)                                            | Necropolă                                                                                        | sat Șimian; comuna Șimian                                | În viile IAS, în partea de E a satului, lângă Brazda lui Novac                                                                               | sec. II - IV p. Chr.                                                      | Încarcă foto \| video | Raportează eroare |
| MH-I-s-B-10097 (RAN: 113616.01)                                                  | Ruinele turnului roman de la Svinița                                                             | sat Svinița; comuna Svinița                              | „Dealul Râjiște”, la 5 km V de sat, pe malul Dunării                                                                                         | sec. II p. Chr.                                                           | Încarcă foto \| video | Raportează eroare |
| MH-I-s-B-10098 (RAN: 113616.05)                                                  | Situl arheologic de la Svinița                                                                   | sat Svinița; comuna Svinița                              | „La Islaz”, pe malul Dunării, aproape de km fluvial 1005                                                                                     |                                                                           | Încarcă foto \| video | Raportează eroare |
| MH-I-m-B-10098.01 (RAN: 113616.05.04)                                            | Așezare medievală                                                                                | sat Svinița; comuna Svinița                              | „La Islaz”, pe malul Dunării, aproape de km fluvial 1005                                                                                     | sec. XVII - XVIII                                                         | Încarcă foto \| video | Raportează eroare |
| MH-I-m-B-10098.02 (RAN: 113616.05.03)                                            | Așezare hallstattiană                                                                            | sat Svinița; comuna Svinița                              | „La Islaz”, pe malul Dunării, aproape de km fluvial 1005                                                                                     | sec. VIII - VI a. Chr., Hallstatt                                         | Încarcă foto \| video | Raportează eroare |
| MH-I-m-B-10098.03 (RAN: 113616.05.02)                                            | Așezare                                                                                          | sat Svinița; comuna Svinița                              | „La Islaz”, pe malul Dunării, aproape de km fluvial 1005                                                                                     | Neolitic mijlociu, Cultura Vinča                                          | Încarcă foto \| video | Raportează eroare |
| MH-I-m-B-10098.04 (RAN: 113616.05.01)                                            | Așezare                                                                                          | sat Svinița; comuna Svinița                              | „La Islaz”, pe malul Dunării, aproape de km fluvial 1005                                                                                     | Neolitic timpuriu, Cultura Starčevo - Criș                                | Încarcă foto \| video | Raportează eroare |
| MH-I-s-B-10099 (RAN: 113616.02)                                                  | Așezare                                                                                          | sat Svinița; comuna Svinița                              | pe malul râului Morilor | Hallstatt                                                                 | Încarcă foto \| video | Raportează eroare |
| MH-I-s-B-10100 (RAN: 113616.03)                                                  | Ruine de construcții romane                                                                      | sat Svinița; comuna Svinița                              | „Tri-Kule”, la S de punctul „Tri-Kule” 44.44476°N 24.3826°E                                                                                  | Epoca romană                                                              | Alte imagini          | Raportează eroare |
| MH-I-s-B-10101 (RAN: 113616.04)                                                  | Situl arheologic de la Svinița                                                                   | sat Svinița; comuna Svinița                              | La 7 km N de comună, pe terasamijlocie a Dunării, aproape de km fluvial 1004                                                                 |                                                                           | Încarcă foto \| video | Raportează eroare |
| MH-I-m-B-10101.01 (RAN: 113616.04.03)                                            | Necropolă                                                                                        | sat Svinița; comuna Svinița                              | La 7 km N de comună, pe terasamijlocie a Dunării, aproape de km fluvial 1004                                                                 | sec. XII - XIII                                                           | Încarcă foto \| video | Raportează eroare |
| MH-I-m-B-10101.02 (RAN: 113616.04.02)                                            | Așezare romană                                                                                   | sat Svinița; comuna Svinița                              | la 7 km N de comună, pe terasa mijlocie a Dunării, aproape de km. fluvial 1004                                                               | sec. I - II p. Chr., Epoca romană                                         | Încarcă foto \| video | Raportează eroare |
| MH-I-m-B-10101.03 (RAN: 113616.04.01)                                            | Așezare                                                                                          | sat Svinița; comuna Svinița                              | La 7 km N de comună, pe terasamijlocie a Dunării, aproape de km fluvial 1004                                                                 | sec. VIII - VI a. Chr., Hallstatt                                         | Încarcă foto \| video | Raportează eroare |
| MH-I-s-B-10102 (RAN: 113616.06)                                                  | Situl arheologic de la Svinița                                                                   | sat Svinița; comuna Svinița                              | Pe malul Dunării, în dreptul km fluvial 1007                                                                                                 |                                                                           | Încarcă foto \| video | Raportează eroare |
| MH-I-m-B-10102.01 (RAN: 113616.06.02)                                            | Așezare medievală                                                                                | sat Svinița; comuna Svinița                              | Pe malul Dunării, în dreptul km fluvial 1007                                                                                                 | sec. IX - XI                                                              | Încarcă foto \| video | Raportează eroare |
| MH-I-m-B-10102.02 (RAN: 113616.06.01)                                            | Așezare hallstattiană                                                                            | sat Svinița; comuna Svinița                              | Pe malul Dunării, în dreptul km fluvial 1007                                                                                                 | sec. VIII - VI a. Chr., Hallstatt                                         | Încarcă foto \| video | Raportează eroare |
| MH-I-m-B-10102.03 (RAN: 113616.06.03)                                            | Așezare                                                                                          | sat Svinița; comuna Svinița                              | Pe malul Dunării, în dreptul km fluvial 1007                                                                                                 | Epoca bronzului                                                           | Încarcă foto \| video | Raportează eroare |
| MH-I-s-B-10105 (RAN: 111541.01)                                                  | Situl arheologic de la Tismana                                                                   | sat Tismana; comuna Devesel                              | Pe malul Dunării, în dreptul km fluvial 906                                                                                                  |                                                                           | Încarcă foto \| video | Raportează eroare |
| MH-I-m-B-10105.01 (RAN: 111541.01.02)                                            | Așezare                                                                                          | sat Tismana; comuna Devesel                              | Pe malul Dunării, în dreptul km fluvial 906                                                                                                  | sec. XIV                                                                  | Încarcă foto \| video | Raportează eroare |
| MH-I-m-B-10105.02 (RAN: 111541.01.03)                                            | Necropolă                                                                                        | sat Tismana; comuna Devesel                              | Pe malul Dunării, în dreptul km fluvial 906                                                                                                  | sec. XIV                                                                  | Încarcă foto \| video | Raportează eroare |
| MH-I-m-B-10105.03 (RAN: 111541.01.01)                                            | Așezare                                                                                          | sat Tismana; comuna Devesel                              | Pe malul Dunării, în dreptul km fluvial 906                                                                                                  | sec. III a. Chr.-I p. Chr., Latène                                        | Încarcă foto \| video | Raportează eroare |
| MH-I-s-B-10106 (RAN: 110982.01)                                                  | Situl arheologic de la Țigănași                                                                  | sat Țigănași; comuna Burila Mare                         | „La Pompe”, lângă Stația de pompare |                                                                           | Încarcă foto \| video | Raportează eroare |
| MH-I-m-B-10106.01 (RAN: 110982.01.03)                                            | Așezare                                                                                          | sat Țigănași; comuna Burila Mare                         | „La Pompe”, lângă Stația de pompare | sec. III-I a. Chr., Latène, Cultura geto-dacică                           | Încarcă foto \| video | Raportează eroare |
| MH-I-m-B-10106.02 (RAN: 110982.01.02)                                            | Așezare                                                                                          | sat Țigănași; comuna Burila Mare                         | „La Pompe”, lângă Stația de pompare | Epoca bronzului, Cultura Gârla Mare                                       | Încarcă foto \| video | Raportează eroare |
| MH-I-m-B-10106.03 (RAN: 110982.01.01)                                            | Așezare                                                                                          | sat Țigănași; comuna Burila Mare                         | „La Pompe”, lângă Stația de pompare | Eneolitic, Cultura Sălcuța                                                | Încarcă foto \| video | Raportează eroare |
| MH-I-s-B-10107 (RAN: 111435.01)                                                  | Așezare                                                                                          | sat Valea Anilor; comuna Corlățel                        | „La Glămie”, pe malul pârâului Drincea, la 2 km E de sat                                                                                     | Eneolitic, Cultura Sălcuța                                                | Încarcă foto \| video | Raportează eroare |
| MH-I-s-B-10108 (RAN: 110991.01)                                                  | Așezare                                                                                          | sat Vrancea; comuna Burila Mare                          | Pe malul Dunării, în dreptul km fluvial 905                                                                                                  | sec. II - III p. Chr.                                                     | Încarcă foto \| video | Raportează eroare |
| MH-I-s-B-10109 (RAN: 111809.01)                                                  | Situl arheologic de la Vrata                                                                     | sat Vrata; comuna Vrata                                  | în incinta Fermei legumicole, pe malul Dunării                                                                                               | Epoca medievală                                                           | Încarcă foto \| video | Raportează eroare |
| MH-I-m-B-10109.01 (RAN: 111809.01.01)                                            | Așezare                                                                                          | sat Vrata; comuna Vrata                                  | în incinta Fermei legumicole, pe malul Dunării                                                                                               | sec. XIV - XV                                                             | Încarcă foto \| video | Raportează eroare |
| MH-I-m-B-10109.02 (RAN: 111809.01.02)                                            | Necropolă                                                                                        | sat Vrata; comuna Vrata                                  | în incinta Fermei legumicole, pe malul Dunării                                                                                               | sec. XIV - XV                                                             | Încarcă foto \| video | Raportează eroare |
| MH-II-a-B-10202                                                                  | Centrul istoric al orașului Drobeta Turnu Severin                                                | municipiul Drobeta Turnu Severin                         | Delimitat de: Str. Serpentina Roșiori, Traian, A. Saligny, și fluviul Dunărea, cuprinzând și str. Aurelian, Decebal, Portului și Bd. Carol I | sec. II - III, XIX - XX, Epoca daco-romană; Epoca modernă                 |                       | Raportează eroare |
| MH-II-m-B-10111                                                                  | Casa Armașu Victor                                                                               | municipiul Drobeta Turnu Severin                         | Str. Adrian 33A | 1899                                                                      | Încarcă foto \| video | Raportează eroare |
| MH-II-m-B-10112                                                                  | Casa Dunărițiu Alexandru                                                                         | municipiul Drobeta Turnu Severin                         | Str. Adrian 139 | prima jum. a sec. XX                                                      | Încarcă foto \| video | Raportează eroare |
| MH-II-m-B-10113                                                                  | Casa Roșca Nicolae și Maria                                                                      | municipiul Drobeta Turnu Severin                         | Str. Adrian 143 | înc. sec. XX                                                              | Încarcă foto \| video | Raportează eroare |
| MH-II-m-B-10114                                                                  | Casă Ursulescu M. Crișan                                                                         | municipiul Drobeta Turnu Severin                         | Str. Adrian 147 | prima jum. a sec. XX                                                      | Încarcă foto \| video | Raportează eroare |
| MH-II-m-B-10115                                                                  | Casă Vâlcu Teodoru Dorel                                                                         | municipiul Drobeta Turnu Severin                         | Str. Adrian 149 | prima jum. a sec. XX                                                      | Încarcă foto \| video | Raportează eroare |
| MH-II-m-B-10116                                                                  | Uzina de Apă                                                                                     | municipiul Drobeta Turnu Severin                         | Str. Aeroportului | sec. XX                                                                   | Încarcă foto \| video | Raportează eroare |
| MH-II-m-B-10117                                                                  | Biserica romano-catolică „Înălțarea Maicii Domnului”                                             | municipiul Drobeta Turnu Severin                         | Str. Aurelian 24 | 1875-1885                                                                 | Alte imagini          | Raportează eroare |
| MH-II-m-B-10118                                                                  | Sediul S.C. Hidroserv S.A.                                                                       | municipiul Drobeta Turnu Severin                         | Str. Aurelian 27 | prima jum. a sec. XX                                                      |                       | Raportează eroare |
| MH-II-m-B-10119                                                                  | Casă                                                                                             | municipiul Drobeta Turnu Severin                         | Str. Aurelian 29 | prima jum. a sec. XX                                                      |                       | Raportează eroare |
| MH-II-m-A-10120                                                                  | Banca Comercială                                                                                 | municipiul Drobeta Turnu Severin                         | Str. Aurelian 44 | 1908                                                                      |                       | Raportează eroare |
| MH-II-m-B-10121                                                                  | Casă Cioclov Maria                                                                               | municipiul Drobeta Turnu Severin                         | Str. Aurelian 56 | prima jum. a sec. XX                                                      |                       | Raportează eroare |
| MH-II-m-B-10122                                                                  | Casă Rotaru Ionel și Ana                                                                         | municipiul Drobeta Turnu Severin                         | Str. Aurelian 71 | prima jum. a sec. XX                                                      | Încarcă foto \| video | Raportează eroare |
| MH-II-m-B-10123                                                                  | Casă Cioclov Viorel                                                                              | municipiul Drobeta Turnu Severin                         | Str. Aurelian 73 | prima jum. a sec. XX                                                      |                       | Raportează eroare |
| MH-II-m-B-10125                                                                  | Casă Broșteanu Maria                                                                             | municipiul Drobeta Turnu Severin                         | Str. Aurelian 76 | prima jum. a sec. XX                                                      | Încarcă foto \| video | Raportează eroare |
| MH-II-m-B-10126                                                                  | Casă Popescu Alexandru                                                                           | municipiul Drobeta Turnu Severin                         | Str. Aurelian 81 | prima jum. a sec. XX                                                      | Încarcă foto \| video | Raportează eroare |
| MH-II-m-B-10127                                                                  | Casa Iulian Zaraf; Nica Florea                                                                   | municipiul Drobeta Turnu Severin                         | Str. Aurelian 90 | 1930                                                                      | Încarcă foto \| video | Raportează eroare |
| MH-II-m-B-10128                                                                  | Casă Udrea Gh.                                                                                   | municipiul Drobeta Turnu Severin                         | Str. Aurelian 91 | 1878                                                                      | Încarcă foto \| video | Raportează eroare |
| MH-II-m-B-10129                                                                  | Casă Groșanu Mircea                                                                              | municipiul Drobeta Turnu Severin                         | Str. Aurelian 100 | prima jum. a sec. XX                                                      | Încarcă foto \| video | Raportează eroare |
| MH-II-m-B-10130                                                                  | Casa Sârboiu Gheorghe                                                                            | municipiul Drobeta Turnu Severin                         | Str. Aurelian 116 | 1879                                                                      |                       | Raportează eroare |
| MH-II-m-B-10138                                                                  | Sinagogă                                                                                         | municipiul Drobeta Turnu Severin                         | Str. Averescu Ion, mareșal 3 | sf. sec. XIX                                                              | Alte imagini          | Raportează eroare |
| MH-II-m-B-10131                                                                  | Casă Grecescu Grigore                                                                            | municipiul Drobeta Turnu Severin                         | Str. Averescu Ion, mareșal 20bis | prima jum. a sec. XX                                                      | Încarcă foto \| video | Raportează eroare |
| MH-II-m-B-10132                                                                  | Casă Munteanu Maria                                                                              | municipiul Drobeta Turnu Severin                         | Str. Averescu Ion, mareșal 22 | prima jum. a sec. XX                                                      | Încarcă foto \| video | Raportează eroare |
| MH-II-m-B-10133                                                                  | Casă Vlad Constantin                                                                             | municipiul Drobeta Turnu Severin                         | Str. Averescu Ion, mareșal 25 | prima jum. a sec. XX                                                      | Încarcă foto \| video | Raportează eroare |
| MH-II-m-B-10134                                                                  | Casă Arvat Iulica; Manacu Petre                                                                  | municipiul Drobeta Turnu Severin                         | Str. Averescu Ion, mareșal 28 | prima jum. a sec. XX                                                      | Încarcă foto \| video | Raportează eroare |
| MH-II-m-B-10135                                                                  | Casă Iovan Laurian                                                                               | municipiul Drobeta Turnu Severin                         | Str. Averescu Ion, mareșal 47 | prima jum. a sec. XX                                                      | Încarcă foto \| video | Raportează eroare |
| MH-II-m-B-10136                                                                  | Casă Grigore Olimpia Doina                                                                       | municipiul Drobeta Turnu Severin                         | Str. Averescu Ion, mareșal 50 | prima jum. a sec. XX                                                      | Încarcă foto \| video | Raportează eroare |
| MH-II-m-B-10137                                                                  | Casă Beze Hermina                                                                                | municipiul Drobeta Turnu Severin                         | Str. Averescu Ion, mareșal 103 | prima jum. a sec. XX                                                      | Încarcă foto \| video | Raportează eroare |
| MH-II-m-B-10173                                                                  | Casa Mihail Brătuianu                                                                            | municipiul Drobeta Turnu Severin                         | Str. Bărcăcilă Alexandru 13 | 1908                                                                      | Încarcă foto \| video | Raportează eroare |
| MH-II-m-B-10139                                                                  | Casa Bibicescu, sediul Episcopiei Severinului și Strehaiei                                       | municipiul Drobeta Turnu Severin                         | Str. Bibicescu I.Gh. 6 44.62557°N 22.6527°E                                                                                                  | 1927                                                                      |                       | Raportează eroare |
| MH-II-m-B-10208                                                                  | Grupul Școlar „Domnul Tudor”                                                                     | municipiul Drobeta Turnu Severin                         | Str. Brătianu I.C. 7 | 1921                                                                      | Încarcă foto \| video | Raportează eroare |
| MH-II-m-B-10209                                                                  | Casa Ciobanu Marinela                                                                            | municipiul Drobeta Turnu Severin                         | Str. Brătianu I.C. 14 | înc. sec. XX                                                              | Încarcă foto \| video | Raportează eroare |
| MH-II-m-B-10140                                                                  | Casă Badea Minodora și Victor                                                                    | municipiul Drobeta Turnu Severin                         | Str. Cantemir Dimitrie 6 | prima jum. a sec. XX                                                      | Încarcă foto \| video | Raportează eroare |
| MH-II-m-B-10151                                                                  | Clubul Copiilor                                                                                  | municipiul Drobeta Turnu Severin                         | Bd. Carol I 24 44.6241°N 22.66429°E | 1908                                                                      |                       | Raportează eroare |
| MH-II-m-B-10152                                                                  | Centrul Militar                                                                                  | municipiul Drobeta Turnu Severin                         | Bd. Carol I 25 | înc. sec. XX                                                              | Încarcă foto \| video | Raportează eroare |
| MH-II-m-B-10153                                                                  | Casa Ciorbă Cleopatra                                                                            | municipiul Drobeta Turnu Severin                         | Bd. Carol I 26 | prima jum. a sec. XX                                                      |                       | Raportează eroare |
| MH-II-m-B-10154                                                                  | Casa Gruescu Gh. Și Maria                                                                        | municipiul Drobeta Turnu Severin                         | Bd. Carol I 27 | prima jum. a sec. XX                                                      | Încarcă foto \| video | Raportează eroare |
| MH-II-m-B-10155                                                                  | Casa Trapcea Iancu                                                                               | municipiul Drobeta Turnu Severin                         | Bd. Carol I 31 | prima jum. a sec. XX                                                      | Încarcă foto \| video | Raportează eroare |
| MH-II-m-B-10156                                                                  | Casa Limberea Ana                                                                                | municipiul Drobeta Turnu Severin                         | Bd. Carol I 33-B | prima jum. a sec. XX                                                      | Încarcă foto \| video | Raportează eroare |
| MH-II-m-B-10157                                                                  | Casa Daia Alexandru                                                                              | municipiul Drobeta Turnu Severin                         | Bd. Carol I 37 | prima jum. a sec. XX                                                      | Încarcă foto \| video | Raportează eroare |
| MH-II-m-B-10158                                                                  | Casa Roșu Gheorghe                                                                               | municipiul Drobeta Turnu Severin                         | Bd. Carol I 39 | prima jum. a sec. XX                                                      | Încarcă foto \| video | Raportează eroare |
| MH-II-m-B-10159                                                                  | Casă                                                                                             | municipiul Drobeta Turnu Severin                         | Bd. Carol I 53 | prima jum. a sec. XX                                                      |                       | Raportează eroare |
| MH-II-m-B-10160                                                                  | Casa Giuhat Aurica (fostă Măldărăscu)                                                            | municipiul Drobeta Turnu Severin                         | Bd. Carol I 57 | 1934                                                                      |                       | Raportează eroare |
| MH-II-m-B-10161                                                                  | Casă                                                                                             | municipiul Drobeta Turnu Severin                         | Bd. Carol I 61 | prima jum. a sec. XX                                                      |                       | Raportează eroare |
| MH-II-m-B-10162                                                                  | Casa Popescu Grigore                                                                             | municipiul Drobeta Turnu Severin                         | Bd. Carol I 67 | prima jum. a sec. XX                                                      |                       | Raportează eroare |
| MH-II-m-B-10163                                                                  | Policlinică cu Plată                                                                             | municipiul Drobeta Turnu Severin                         | Bd. Carol I 71 | prima jum. a sec. XX                                                      |                       | Raportează eroare |
| MH-II-m-B-10164                                                                  | Casă, sediul S.C. Ortoptimed                                                                     | municipiul Drobeta Turnu Severin                         | Bd. Carol I 73 | prima jum. a sec. XIX                                                     |                       | Raportează eroare |
| MH-II-m-B-10165                                                                  | Centrul de Dializă Renamed                                                                       | municipiul Drobeta Turnu Severin                         | Bd. Carol I 79 | 1924                                                                      |                       | Raportează eroare |
| MH-II-m-B-10166                                                                  | Casa Iancu Saidac                                                                                | municipiul Drobeta Turnu Severin                         | Bd. Carol I 109 | 1908                                                                      |                       | Raportează eroare |
| MH-II-m-B-10142                                                                  | Maternitate                                                                                      | municipiul Drobeta Turnu Severin                         | Str. Carol I 2-4 | înc. sec. XX                                                              |                       | Raportează eroare |
| MH-II-m-A-10141                                                                  | Palatul Cultural „Theodor Costescu”                                                              | municipiul Drobeta Turnu Severin                         | Str. Carol I 4 44.62372°N 22.65467°E | 1913                                                                      | Alte imagini          | Raportează eroare |
| MH-II-m-B-10143                                                                  | Liceul „Traian”                                                                                  | municipiul Drobeta Turnu Severin                         | Str. Carol I 6 44.62441°N 22.65952°E | 1891                                                                      | Alte imagini          | Raportează eroare |
| MH-II-m-B-10144                                                                  | Casa Ursulescu Valentin                                                                          | municipiul Drobeta Turnu Severin                         | Str. Carol I 8 | sec. XIX                                                                  | Încarcă foto \| video | Raportează eroare |
| MH-II-m-B-10145                                                                  | Casa Buga Mihaela                                                                                | municipiul Drobeta Turnu Severin                         | Str. Carol I 12 44.6246°N 22.66155°E | 1911                                                                      |                       | Raportează eroare |
| MH-II-m-B-10146                                                                  | Tribunalul județean                                                                              | municipiul Drobeta Turnu Severin                         | Str. Carol I 14 44.6243°N 22.6619°E | înc. sec. XX                                                              |                       | Raportează eroare |
| MH-II-m-B-10147                                                                  | Centrul Hematologic                                                                              | municipiul Drobeta Turnu Severin                         | Str. Carol I 16 | înc. sec. XX                                                              |                       | Raportează eroare |
| MH-II-m-B-10148                                                                  | Direcția de Taxe și Impozite                                                                     | municipiul Drobeta Turnu Severin                         | Str. Carol I 17 | înc. sec. XX                                                              | Încarcă foto \| video | Raportează eroare |
| MH-II-m-B-10149                                                                  | Casă, sediul PD-L                                                                                | municipiul Drobeta Turnu Severin                         | Str. Carol I 19 | 1894                                                                      | Încarcă foto \| video | Raportează eroare |
| MH-II-m-B-10150                                                                  | Casa de Ajutor Reciproc a pensionarilor                                                          | municipiul Drobeta Turnu Severin                         | Str. Carol I 29 | înc. sec. XX                                                              | Încarcă foto \| video | Raportează eroare |
| MH-II-m-B-10167                                                                  | Clădire Poliade Ion și Angela                                                                    | municipiul Drobeta Turnu Severin                         | Str. Carol I 111A | 1898                                                                      |                       | Raportează eroare |
| MH-II-m-A-10168                                                                  | Castelul de apă                                                                                  | municipiul Drobeta Turnu Severin                         | Piața Castelului de Apă 44.62983°N 22.65218°E                                                                                                | 1912-1915 Elie Radu (arhitect)                                            | Alte imagini          | Raportează eroare |
| MH-II-m-B-10169                                                                  | Colegiul Universitar                                                                             | municipiul Drobeta Turnu Severin                         | Str. Călugăreni 1 | înc. sec. XX                                                              | Încarcă foto \| video | Raportează eroare |
| MH-II-m-B-10170                                                                  | Depozit, Cerbu Viorel                                                                            | municipiul Drobeta Turnu Severin                         | Str. Cernăianu Nicu 81 | sec. XIX                                                                  | Încarcă foto \| video | Raportează eroare |
| MH-II-m-B-10171                                                                  | Casa Cimpoca Mihaela                                                                             | municipiul Drobeta Turnu Severin                         | Str. Chișinău 6 | 1911                                                                      |                       | Raportează eroare |
| MH-II-m-B-10172                                                                  | Casă                                                                                             | municipiul Drobeta Turnu Severin                         | Str. Chișinău 16 | 1899                                                                      | Încarcă foto \| video | Raportează eroare |
| MH-II-m-B-10175                                                                  | Casă                                                                                             | municipiul Drobeta Turnu Severin                         | Str. Costescu T. 1 | sf. sec. XIX                                                              |                       | Raportează eroare |
| MH-II-m-B-10176                                                                  | Casă                                                                                             | municipiul Drobeta Turnu Severin                         | Str. Costescu T. 3 | 1881                                                                      | Încarcă foto \| video | Raportează eroare |
| MH-II-m-B-10177                                                                  | Casă                                                                                             | municipiul Drobeta Turnu Severin                         | Str. Costescu T. 5 | sf. sec. XIX                                                              | Încarcă foto \| video | Raportează eroare |
| MH-II-m-B-10174                                                                  | Casă                                                                                             | municipiul Drobeta Turnu Severin                         | Str. Coșbuc George 3 | prima jum. a sec. XX                                                      | Încarcă foto \| video | Raportează eroare |
| MH-II-m-B-10178                                                                  | Casa Averescu                                                                                    | municipiul Drobeta Turnu Severin                         | Str. Dealul Viilor 1 | înc. sec. XX                                                              | Încarcă foto \| video | Raportează eroare |
| MH-II-a-A-10179                                                                  | Ansamblul Grecescu                                                                               | municipiul Drobeta Turnu Severin                         | Str. Decebal 2 44.62333°N 22.645°E | sec. XIX                                                                  |                       | Raportează eroare |
| MH-II-m-A-10179.01                                                               | Biserica „Sf. Ioan Botezătorul”                                                                  | municipiul Drobeta Turnu Severin                         | Str. Decebal 2 44.62294°N 22.64599°E | 1873                                                                      | Alte imagini          | Raportează eroare |
| MH-II-m-B-10180                                                                  | Casa Galbenu Gh.                                                                                 | municipiul Drobeta Turnu Severin                         | Str. Decebal 27 | înc. sec. XX                                                              | Încarcă foto \| video | Raportează eroare |
| MH-II-m-B-10181                                                                  | Casă                                                                                             | municipiul Drobeta Turnu Severin                         | Str. Decebal 27 A | înc. sec. XX                                                              | Încarcă foto \| video | Raportează eroare |
| MH-II-m-B-10182                                                                  | Casă                                                                                             | municipiul Drobeta Turnu Severin                         | Str. Decebal 38 | prima jum. a sec. XX                                                      |                       | Raportează eroare |
| MH-II-m-B-10183                                                                  | Facultatea de Geografie                                                                          | municipiul Drobeta Turnu Severin                         | Str. Decebal 49 | prima jum. a sec. XX                                                      |                       | Raportează eroare |
| MH-II-a-A-10184 (RAN: 109782.07)                                                 | Ruinele Cetății Severinului                                                                      | municipiul Drobeta Turnu Severin                         | Bd. Dunării, în parcul „General Dragalina” 44.62367°N 22.66417°E                                                                             | sec. XIII-XV                                                              | Alte imagini          | Raportează eroare |
| MH-II-m-A-10184.01                                                               | Ruina donjonului                                                                                 | municipiul Drobeta Turnu Severin                         | Bd. Dunării, în parcul „General Dragalina”                                                                                                   | sec. XIII-XV                                                              |                       | Raportează eroare |
| MH-II-m-A-10184.02                                                               | Ruina capelei                                                                                    | municipiul Drobeta Turnu Severin                         | Bd. Dunării, în parcul „General Dragalina”                                                                                                   | sec. XIII-XV                                                              |                       | Raportează eroare |
| MH-II-m-A-10184.03                                                               | Zid de incintă cu turnuri și șanț de apărare                                                     | municipiul Drobeta Turnu Severin                         | Bd. Dunării, în parcul „General Dragalina”                                                                                                   | sec. XIII - XV                                                            |                       | Raportează eroare |
| MH-II-m-B-10185                                                                  | Casa Burdescu Andreina                                                                           | municipiul Drobeta Turnu Severin                         | Str. Eroiide la Cerna 4 | 1885                                                                      | Încarcă foto \| video | Raportează eroare |
| MH-II-m-B-10187                                                                  | Muzeul Regiunii Porților de Fier                                                                 | municipiul Drobeta Turnu Severin                         | Str. Independenței 2 44.62493°N 22.66647°E                                                                                                   | înc. sec. XX                                                              |                       | Raportează eroare |
| MH-II-m-B-10189                                                                  | Casa cu atlanți, azi Casă de protocol a Prefecturii Drobeta Turnu Severin                        | municipiul Drobeta Turnu Severin                         | Str. Kiseleff Pavel D. 5 | înc. sec. XX                                                              | Încarcă foto \| video | Raportează eroare |
| MH-II-m-B-10190                                                                  | Complex alimentar                                                                                | municipiul Drobeta Turnu Severin                         | Piața Mică | înc. sec. XX                                                              | Încarcă foto \| video | Raportează eroare |
| MH-II-m-B-10191                                                                  | Casa Pais Tudor                                                                                  | municipiul Drobeta Turnu Severin                         | Str. Odobleja Ștefan 66 | prima jum. a sec. XX                                                      | Încarcă foto \| video | Raportează eroare |
| MH-II-m-B-10192                                                                  | Corp Școală Generală nr. 9                                                                       | municipiul Drobeta Turnu Severin                         | Str. Odobleja Ștefan 67 | prima jum. a sec. XX                                                      | Încarcă foto \| video | Raportează eroare |
| MH-II-m-B-10193                                                                  | Casa Pană Ion                                                                                    | municipiul Drobeta Turnu Severin                         | Str. Odobleja Ștefan 72 | prima jum. a sec. XX                                                      | Încarcă foto \| video | Raportează eroare |
| MH-II-m-B-10194                                                                  | Casa Pupăză Elena                                                                                | municipiul Drobeta Turnu Severin                         | Str. Odobleja Ștefan 74 | înc. sec. XX                                                              | Încarcă foto \| video | Raportează eroare |
| MH-II-m-B-10195                                                                  | Casa Mareș Ion                                                                                   | municipiul Drobeta Turnu Severin                         | Str. Odobleja Ștefan 84 | înc. sec. XX                                                              | Încarcă foto \| video | Raportează eroare |
| MH-II-m-B-10196                                                                  | Casa Georgescu Ilie                                                                              | municipiul Drobeta Turnu Severin                         | Str. Odobleja Ștefan 86 | prima jum. a sec. XX                                                      | Încarcă foto \| video | Raportează eroare |
| MH-II-m-B-10110                                                                  | Hala Radu Negru                                                                                  | municipiul Drobeta Turnu Severin                         | Str. Piața Decebal 1 | 1904                                                                      |                       | Raportează eroare |
| MH-II-m-B-10197                                                                  | Baia comunală azi Inspectoratul pentru Situații de Urgență                                       | municipiul Drobeta Turnu Severin                         | Str. Portului 2 | înc. sec. XX                                                              |                       | Raportează eroare |
| MH-II-m-B-10198                                                                  | Fosta Administrația Portului, azi Autoritatea Navală Română (NFR), Vama Portului, A.F.D.J.A.C.N. | municipiul Drobeta Turnu Severin                         | Str. Portului 3,5,9 | sec. XIX                                                                  |                       | Raportează eroare |
| MH-II-m-B-10199                                                                  | Șantier naval                                                                                    | municipiul Drobeta Turnu Severin                         | Str. Portului 4 | sec. XIX                                                                  | Încarcă foto \| video | Raportează eroare |
| MH-II-m-A-10200                                                                  | Muzeul de Artă                                                                                   | municipiul Drobeta Turnu Severin                         | Str. Rahovei 3 44.62521°N 22.65584°E | 1890                                                                      | Alte imagini          | Raportează eroare |
| MH-II-m-B-10201                                                                  | Școala Generală nr. 3                                                                            | municipiul Drobeta Turnu Severin                         | Str. Saidac Dr. 23 | 1900                                                                      |                       | Raportează eroare |
| MH-II-m-B-10203                                                                  | Biserica „Adormirea Maicii Domnului” („Biserica Maioreasa”)                                      | municipiul Drobeta Turnu Severin                         | Str. Smârdan 2 | 1856                                                                      | Alte imagini          | Raportează eroare |
| MH-II-m-B-10204                                                                  | Casa Taloescu Carmen                                                                             | municipiul Drobeta Turnu Severin                         | Str. Smârdan 12 | prima jum. a sec. XX                                                      | Încarcă foto \| video | Raportează eroare |
| MH-II-m-B-10205                                                                  | Casa Bumbaru Lică                                                                                | municipiul Drobeta Turnu Severin                         | Str. Smârdan 14 | prima jum. a sec. XX                                                      | Încarcă foto \| video | Raportează eroare |
| MH-II-m-B-10206                                                                  | Casa Doșianu Rudolf                                                                              | municipiul Drobeta Turnu Severin                         | Str. Smârdan 16 | 1871                                                                      | Încarcă foto \| video | Raportează eroare |
| MH-II-m-B-10207                                                                  | Casa Chircu Marius                                                                               | municipiul Drobeta Turnu Severin                         | Str. Smârdan 20 | 1930                                                                      | Încarcă foto \| video | Raportează eroare |
| MH-II-m-B-10210                                                                  | Școala Generală nr. 1                                                                            | municipiul Drobeta Turnu Severin                         | Str. Traian 18 | 1884                                                                      | Încarcă foto \| video | Raportează eroare |
| MH-II-m-B-10211                                                                  | Internat Grup Școlar Industrial Auto                                                             | municipiul Drobeta Turnu Severin                         | Str. Traian 34 | înc. sec. XX                                                              |                       | Raportează eroare |
| MH-II-m-B-10212                                                                  | Casa Moșneanu Adrian, azi Depozit veterinar                                                      | municipiul Drobeta Turnu Severin                         | Str. Traian 43 | 1910                                                                      | Încarcă foto \| video | Raportează eroare |
| MH-II-m-B-10213                                                                  | Casa Țandara Cristian                                                                            | municipiul Drobeta Turnu Severin                         | Str. Traian 50 | prima jum. a sec. XX                                                      |                       | Raportează eroare |
| MH-II-m-B-10214                                                                  | Casa Turlacu Aurel                                                                               | municipiul Drobeta Turnu Severin                         | Str. Traian 67 | înc. sec. XX                                                              |                       | Raportează eroare |
| MH-II-m-B-10215                                                                  | Casa Brâncuș Rozaria                                                                             | municipiul Drobeta Turnu Severin                         | Str. Traian 69 | înc. sec. XX                                                              | Încarcă foto \| video | Raportează eroare |
| MH-II-m-B-10216                                                                  | Casă de negustor                                                                                 | municipiul Drobeta Turnu Severin                         | Str. Traian 78 | înc. sec. XIX                                                             |                       | Raportează eroare |
| MH-II-m-B-10217                                                                  | Casă Popescu Eleodor                                                                             | municipiul Drobeta Turnu Severin                         | Str. Traian 80 | 1904                                                                      |                       | Raportează eroare |
| MH-II-m-B-10218                                                                  | Casă Mleziva Vențel                                                                              | municipiul Drobeta Turnu Severin                         | Str. Traian 107 | 1912                                                                      |                       | Raportează eroare |
| MH-II-m-B-10219                                                                  | Biblioteca Județeană și Direcția Sanitară                                                        | municipiul Drobeta Turnu Severin                         | Str. Traian 115 | 1886                                                                      | Încarcă foto \| video | Raportează eroare |
| MH-II-m-B-10220                                                                  | Casa Tănăsescu Ion                                                                               | municipiul Drobeta Turnu Severin                         | Str. Traian 117 | sf. sec. XIX                                                              | Încarcă foto \| video | Raportează eroare |
| MH-II-m-B-10221                                                                  | Casă de negustor                                                                                 | municipiul Drobeta Turnu Severin                         | Str. Traian 127 | sf. sec. XIX                                                              | Încarcă foto \| video | Raportează eroare |
| MH-II-m-B-10222                                                                  | Casa Coica Cosmin                                                                                | municipiul Drobeta Turnu Severin                         | Str. Traian 129 | sf. sec. XIX                                                              | Încarcă foto \| video | Raportează eroare |
| MH-II-m-B-10223                                                                  | Casa Boștenaru Elisabeta Mihalaiche Isam                                                         | municipiul Drobeta Turnu Severin                         | Str. Traian 141 | înc. sec. XX                                                              | Încarcă foto \| video | Raportează eroare |
| MH-II-m-B-10224                                                                  | Casa Marinescu Liviu                                                                             | municipiul Drobeta Turnu Severin                         | Str. Traian 173 | prima jum. a sec. XX                                                      | Încarcă foto \| video | Raportează eroare |
| MH-II-m-B-10225                                                                  | Casa Osman Ecaterina                                                                             | municipiul Drobeta Turnu Severin                         | Str. Unirii 22 | 1900                                                                      | Încarcă foto \| video | Raportează eroare |
| MH-II-m-B-10226                                                                  | Casa Coravu Violeta                                                                              | municipiul Drobeta Turnu Severin                         | Str. Unirii 58 | prima jum. a sec. XX                                                      | Încarcă foto \| video | Raportează eroare |
| MH-II-m-B-10227                                                                  | Casa Popescu Marieta                                                                             | municipiul Drobeta Turnu Severin                         | Str. Unirii 77 | 1890                                                                      | Încarcă foto \| video | Raportează eroare |
| MH-II-m-B-10228                                                                  | Casa Almăjeanu Aurora                                                                            | municipiul Drobeta Turnu Severin                         | Str. Unirii 78 | 1910                                                                      | Încarcă foto \| video | Raportează eroare |
| MH-II-m-B-10229                                                                  | Casa Bușoi Emanuela                                                                              | municipiul Drobeta Turnu Severin                         | Str. Unirii 89 | prima jum. a sec. XX                                                      | Încarcă foto \| video | Raportează eroare |
| MH-II-m-B-10230                                                                  | Casa Stuparu Tănase                                                                              | municipiul Drobeta Turnu Severin                         | Str. Vasilescu Matei 7 | prima jum. a sec. XX                                                      | Încarcă foto \| video | Raportează eroare |
| MH-II-m-B-10231                                                                  | Casă                                                                                             | municipiul Drobeta Turnu Severin                         | Str. Vasilescu Matei 10 | 1898                                                                      | Încarcă foto \| video | Raportează eroare |
| MH-II-m-B-10232                                                                  | Casa Cuțitoiu Nicolae                                                                            | municipiul Drobeta Turnu Severin                         | Str. Vasilescu Matei 11 | prima jum. a sec. XX                                                      | Încarcă foto \| video | Raportează eroare |
| MH-II-m-B-10233                                                                  | Casa Brașoveanu Ion                                                                              | municipiul Drobeta Turnu Severin                         | Str. Vasilescu Matei 15 A | prima jum. a sec. XX                                                      | Încarcă foto \| video | Raportează eroare |
| MH-II-m-B-10234                                                                  | Casa Caucoș Aurica                                                                               | municipiul Drobeta Turnu Severin                         | Str. Vasilescu Matei 17 | prima jum. a sec. XX                                                      | Încarcă foto \| video | Raportează eroare |
| MH-II-m-B-10235                                                                  | Casa Mucioniu Florentin                                                                          | municipiul Drobeta Turnu Severin                         | Str. Vasilescu Matei 18 C | prima jum. a sec. XX                                                      | Încarcă foto \| video | Raportează eroare |
| MH-II-m-B-10237                                                                  | Casa Dobrescu Maresi Mihai                                                                       | municipiul Drobeta Turnu Severin                         | Str. Vasilescu Matei 22 | prima jum. a sec. XX                                                      | Încarcă foto \| video | Raportează eroare |
| MH-II-m-B-10236                                                                  | Casa Licră Aneta                                                                                 | municipiul Drobeta Turnu Severin                         | Str. Vasilescu Matei 49 | prima jum. a sec. XX                                                      | Încarcă foto \| video | Raportează eroare |
| MH-II-m-B-10238                                                                  | Casa Balu, Tatucu Sever                                                                          | municipiul Drobeta Turnu Severin                         | Bd. Vladimirescu Tudor 73 | 1930                                                                      |                       | Raportează eroare |
| MH-II-m-B-10239                                                                  | Casa Pleniceanu Dan                                                                              | municipiul Drobeta Turnu Severin                         | Bd. Vladimirescu Tudor 77 | prima jum. a sec. XX                                                      |                       | Raportează eroare |
| MH-II-m-B-10240                                                                  | Casa Ghiculescu Nicoletti                                                                        | municipiul Drobeta Turnu Severin                         | Bd. Vladimirescu Tudor 79 | prima jum. a sec. XX                                                      |                       | Raportează eroare |
| MH-II-m-B-10241                                                                  | Casa Taflan Margareta                                                                            | municipiul Drobeta Turnu Severin                         | Bd. Vladimirescu Tudor 89 | prima jum. a sec. XX                                                      | Încarcă foto \| video | Raportează eroare |
| MH-II-m-B-10242                                                                  | Banca Pireus                                                                                     | municipiul Drobeta Turnu Severin                         | Bd. Vladimirescu Tudor 101 | prima jum. a sec. XX                                                      | Încarcă foto \| video | Raportează eroare |
| MH-II-m-B-10243                                                                  | Casă                                                                                             | municipiul Drobeta Turnu Severin                         | Bd. Vladimirescu Tudor 109 | prima jum. a sec. XX                                                      | Încarcă foto \| video | Raportează eroare |
| MH-II-m-B-10244                                                                  | Biserica „Sf. Nicolae”                                                                           | sat Albulești; comuna Dumbrava                           | În centrul satului | sec. XIX                                                                  |                       | Raportează eroare |
| MH-II-m-B-10245                                                                  | Biserica „Sf. Nicolae”                                                                           | sat Almăjel; comuna Vlădaia                              | În centrul satului | 1867                                                                      | Încarcă foto \| video | Raportează eroare |
| MH-II-m-B-10246                                                                  | Biserica „Sf. Nicolae”                                                                           | sat Arvătești; comuna Prunișor                           | În centrul satului | 1895                                                                      | Încarcă foto \| video | Raportează eroare |
| MH-II-m-B-10247                                                                  | Moară                                                                                            | sat Bahna; comuna Ilovița                                | | 1890                                                                      | Încarcă foto \| video | Raportează eroare |
| MH-II-m-B-10248                                                                  | Casa Maria Ghiță                                                                                 | sat Bahna; comuna Ilovița                                | Str. Principală 130 | 1880                                                                      | Încarcă foto \| video | Raportează eroare |
| MH-II-a-A-10249 (RAN: 109933.01)                                                 | Mănăstirea Baia de Aramă                                                                         | oraș Baia de Aramă                                       | în centrul orașului, lângă piață 45.0003°N 22.8044°E                                                                                         | 1699-1703                                                                 | Alte imagini          | Raportează eroare |
| MH-II-m-A-10249.01                                                               | Biserica „Sf. Voievozi”                                                                          | oraș Baia de Aramă                                       | în centrul orașului, lângă piață 45.0003°N 22.8044°E                                                                                         | 1699-1703                                                                 |                       | Raportează eroare |
| MH-II-m-A-10249.02                                                               | Chilii                                                                                           | oraș Baia de Aramă                                       | în centrul orașului, lângă piață | 1699-1703                                                                 | Încarcă foto \| video | Raportează eroare |
| MH-II-m-A-10249.03                                                               | Zid de incintă                                                                                   | oraș Baia de Aramă                                       | în centrul orașului, lângă piață 45.0003°N 22.8044°E                                                                                         | 1699-1703                                                                 |                       | Raportează eroare |
| MH-II-m-B-10250                                                                  | Casa Vasilescu                                                                                   | oraș Baia de Aramă                                       | Str. Minelor 54 | sf. sec. XIX                                                              | Încarcă foto \| video | Raportează eroare |
| MH-II-m-B-10251                                                                  | Casă                                                                                             | oraș Baia de Aramă                                       | Str. Republicii 3 | 1901                                                                      |                       | Raportează eroare |
| MH-II-m-B-10252                                                                  | Casă                                                                                             | oraș Baia de Aramă                                       | Str. Republicii 5 | 1901                                                                      |                       | Raportează eroare |
| MH-II-m-B-10253                                                                  | Casă                                                                                             | oraș Baia de Aramă                                       | Str. Republicii 7 | 1901                                                                      |                       | Raportează eroare |
| MH-II-a-B-10254                                                                  | Ansamblu de arhitectură urbană                                                                   | oraș Baia de Aramă                                       | Calea Victoriei, pe ambele părți ale străzii                                                                                                 | sec. XIX                                                                  | Alte imagini          | Raportează eroare |
| MH-II-m-B-10255                                                                  | Biserica de lemn „Sf. Nicolae”                                                                   | sat Bala de Sus; comuna Bala                             | | 1882                                                                      | Încarcă foto \| video | Raportează eroare |
| MH-II-m-B-10256 (RAN: 110465.02)                                                 | Biserica de lemn „Sf. Voievozi”                                                                  | sat Balta; comuna Balta                                  | În cimitir | sec. XVIII                                                                |                       | Raportează eroare |
| MH-II-m-B-10257                                                                  | Ruina casei de lemn Aneta Anițescu                                                               | sat Balta; comuna Balta                                  | | 1902                                                                      | Încarcă foto \| video | Raportează eroare |
| MH-II-m-B-10258                                                                  | Casa de lemn Maria Sitaru                                                                        | sat Balta; comuna Balta                                  | | 1910                                                                      | Încarcă foto \| video | Raportează eroare |
| MH-II-a-B-10259                                                                  | Ansamblu rural Balta                                                                             | sat Balta; comuna Balta                                  | | sec. XVIII - XIX                                                          | Încarcă foto \| video | Raportează eroare |
| MH-II-m-B-10261                                                                  | Casa de lemn Ion Stănchescu                                                                      | sat Balta; comuna Balta                                  | 67 |                                                                           | Încarcă foto \| video | Raportează eroare |
| MH-II-m-B-10260                                                                  | Casa Ion Nicolescu                                                                               | sat Balta; comuna Balta                                  | 68 | 1890                                                                      | Încarcă foto \| video | Raportează eroare |
| MH-II-m-B-10262                                                                  | Biserica „Sf. Împărați”                                                                          | sat Bălăcița; comuna Bălăcița                            | 17, în centrul satului | 1898                                                                      | Încarcă foto \| video | Raportează eroare |
| MH-II-m-B-10263                                                                  | Casa de lemn Ion Bora                                                                            | sat Bârlogeni; comuna Stângăceaua                        | 142 | 1910                                                                      | Încarcă foto \| video | Raportează eroare |
| MH-II-m-B-10264                                                                  | Casa de lemn Ion Grecescu                                                                        | sat Bârlogeni; comuna Stângăceaua                        | 238 | 1890                                                                      | Încarcă foto \| video | Raportează eroare |
| MH-II-m-B-10265                                                                  | Casa de lemn Ștefan Proorocu                                                                     | sat Bârlogeni; comuna Stângăceaua                        | 239 | 1840                                                                      | Încarcă foto \| video | Raportează eroare |
| MH-II-m-B-10266                                                                  | Biserica „Adormirea Maicii Domnului”                                                             | sat Bistrița; comuna Hinova                              | în centrul satului | 1833-1836                                                                 | Încarcă foto \| video | Raportează eroare |
| MH-II-m-B-10267                                                                  | Casa Ion Drăghia                                                                                 | sat Bobaița; comuna Malovăț                              | 18 | 1920                                                                      | Încarcă foto \| video | Raportează eroare |
| MH-II-m-B-10268                                                                  | Biserica „Sf. Voievozi”                                                                          | sat Braniștea; comuna Braniștea                          | în centrul satului | 1807, 1884, 1960, reparată în 1884 și 1960                                | Încarcă foto \| video | Raportează eroare |
| MH-II-m-B-10269 (RAN: 109951.01)                                                 | Biserica de lemn „Sf. Apostoli”                                                                  | sat aparținător Brebina; oraș Baia de Aramă              | în cimitir | 1757, ref. 1835                                                           | Alte imagini          | Raportează eroare |
| MH-II-m-B-10270                                                                  | Casa Petre Tomescu                                                                               | sat Breznița-Ocol; comuna Breznița-Ocol                  | Str. Principală | 1800                                                                      | Încarcă foto \| video | Raportează eroare |
| MH-II-m-A-10271                                                                  | Biserica „Sf. Împărați” a fostei mănăstiri a Cuțuieștilor                                        | sat Broșteni; comuna Broșteni                            | La intrarea în sat, la 300 m de culă | 1836                                                                      |                       | Raportează eroare |
| MH-II-m-A-10272 (RAN: 110884.01)                                                 | Cula Cuțui                                                                                       | sat Broșteni; comuna Broșteni                            | la marginea satului, spre Motru 44.76113°N 22.99559°E                                                                                        | 1815                                                                      | Alte imagini          | Raportează eroare |
| MH-II-m-B-10273                                                                  | Biserica „Cuvioasa Paraschiva”                                                                   | sat Buicești; comuna Butoiești                           | în centrul satului | 1892                                                                      |                       | Raportează eroare |
| MH-II-m-B-10275                                                                  | Casa de lemn Andrei Dumitru                                                                      | sat Bunoaica; comuna Cireșu                              | 94 | 1850                                                                      | Încarcă foto \| video | Raportează eroare |
| MH-II-m-B-10276                                                                  | Casa de lemn Gheorghe Epuran                                                                     | sat Bunoaica; comuna Cireșu                              | 102 | 1870                                                                      | Încarcă foto \| video | Raportează eroare |
| MH-II-m-B-10274                                                                  | Casa Gheorghe Zamfiroiu                                                                          | sat Bunoaica; comuna Cireșu                              | 113 | 1860                                                                      | Încarcă foto \| video | Raportează eroare |
| MH-II-m-B-10277                                                                  | Conacul Răduțeștilor                                                                             | sat Butoiești; comuna Butoiești                          | 44.58761°N 23.37077°E | sec. XIX                                                                  | Încarcă foto \| video | Raportează eroare |
| MH-II-m-A-10278 (RAN: 110893.01)                                                 | Biserica de lemn „Tăierea Capului Sfântului Ioan Botezătorul”                                    | sat Căpățânești; comuna Broșteni                         | În centrul satului, în cimitirul fostului sat înglobat Condulești                                                                            | 1700, ref. 1802                                                           | Alte imagini          | Raportează eroare |
| MH-II-m-B-10279                                                                  | Biserica de lemn „Nașterea Maicii Domnului”                                                      | sat Căzănești; comuna Căzănești                          | în centrul satului | 1800, ref. 1931                                                           |                       | Raportează eroare |
| MH-II-m-B-10280                                                                  | Biserica „Sf. Voievozi”                                                                          | sat Cearângu; comuna Punghina                            | în centrul satului | 1882                                                                      | Încarcă foto \| video | Raportează eroare |
| MH-II-m-B-10281 (RAN: 111300.01)                                                 | Biserica „Sfântul Nicolae”                                                                       | sat Cernaia; comuna Corcova                              | în centrul satului | 1808-1835, pictură 1843                                                   |                       | Raportează eroare |
| MH-II-m-B-10282                                                                  | Casa de lemn Aurora Căpățână                                                                     | sat Cerneți; comuna Șimian                               | în incinta culei Tudor Vladimirescu (Muzeu)                                                                                                  | 1912                                                                      | Încarcă foto \| video | Raportează eroare |
| MH-II-a-A-10283 (RAN: 109844.09)                                                 | Fosta mănăstire Cerneți                                                                          | sat Cerneți; comuna Șimian                               | În centrul satului | 1662                                                                      | Alte imagini          | Raportează eroare |
| MH-II-m-A-10283.01                                                               | Biserica „Sf. Treime”                                                                            | sat Cerneți; comuna Șimian                               | În centrul satului | 1662, transf. 1784-1794                                                   |                       | Raportează eroare |
| MH-II-m-A-10283.02                                                               | Zid de incintă                                                                                   | sat Cerneți; comuna Șimian                               | În centrul satului | 1662                                                                      |                       | Raportează eroare |
| MH-II-a-A-10284                                                                  | Ansamblul bisericii „Sf. Nicolae”                                                                | sat Cerneți; comuna Șimian                               | În centrul satului | 1784-1794                                                                 | Alte imagini          | Raportează eroare |
| MH-II-m-A-10284.01                                                               | Biserica „Sf. Nicolae”                                                                           | sat Cerneți; comuna Șimian                               | În centrul satului | 1784-1794                                                                 |                       | Raportează eroare |
| MH-II-m-A-10284.02                                                               | Zid de incintă                                                                                   | sat Cerneți; comuna Șimian                               | În centrul satului | 1784-1794                                                                 |                       | Raportează eroare |
| MH-II-m-B-10285 (RAN: 109844.07)                                                 | Biserica „Sf. Ioan Botezătorul”                                                                  | sat Cerneți; comuna Șimian                               | Pe drumul spre Șimian | 1820                                                                      | Alte imagini          | Raportează eroare |
| MH-II-m-B-10286 (RAN: 109844.06)                                                 | Biserica „Adormirea Maicii Domnului” și „Sf. Dumitru”                                            | sat Cerneți; comuna Șimian                               | În fostul sat înglobat Piatra Albă | 1814, 1928, pictată și reparată în 1866                                   |                       | Raportează eroare |
| MH-II-m-A-10287 (RAN: 109844.05)                                                 | Cula Tudor Vladimirescu                                                                          | sat Cerneți; comuna Șimian                               | „Dealul Gârdanului”, în fostul sat înglobat Piatra Albă 44.63988°N 22.7106°E                                                                 | 1800                                                                      | Alte imagini          | Raportează eroare |
| MH-II-m-B-10288 (RAN: 109844.04)                                                 | Cula Nistor                                                                                      | sat Cerneți; comuna Șimian                               | „Dealul Gârdanului”, în fostul sat înglobat Piatra Albă 44.63769°N 22.70996°E                                                                | 1812                                                                      | Alte imagini          | Raportează eroare |
| MH-II-m-B-10289 (RAN: 109844.03)                                                 | Școala veche                                                                                     | sat Cerneți; comuna Șimian                               | În incinta bisericii „Sf. Nicolae” | sec. XVIII                                                                | Încarcă foto \| video | Raportează eroare |
| MH-II-m-B-10290                                                                  | Biserica „Înălțarea Domnului” și „Intrarea în Biserică”                                          | sat Ciovârnășani; comuna Șișești                         | În centrul satului | 1837                                                                      | Alte imagini          | Raportează eroare |
| MH-II-m-B-10291                                                                  | Casa de lemn Drăgolici Nae                                                                       | sat Ciovârnășani; comuna Șișești                         | | 1890                                                                      | Încarcă foto \| video | Raportează eroare |
| MH-II-m-B-10292                                                                  | Cârciumă                                                                                         | sat Ciovârnășani; comuna Șișești                         | | 1938                                                                      |                       | Raportează eroare |
| MH-II-m-B-10293                                                                  | Casa de lemn Petolea Paraschiva                                                                  | sat Cireșu; comuna Cireșu                                | 176 | 1900                                                                      | Încarcă foto \| video | Raportează eroare |
| MH-II-m-B-10294                                                                  | Casa de lemn Ion Bădinoiu                                                                        | sat Colibași; comuna Malovăț                             | | 1886                                                                      | Încarcă foto \| video | Raportează eroare |
| MH-II-m-B-10295                                                                  | Moara                                                                                            | sat Colibași; comuna Malovăț                             | pe malul râului Plesuva | 1900                                                                      | Încarcă foto \| video | Raportează eroare |
| MH-II-m-B-10296                                                                  | Biserica „Sf. Gheorghe”                                                                          | localitatea Comanda; oraș Strehaia                       | În centrul satului | 1886                                                                      | Încarcă foto \| video | Raportează eroare |
| MH-II-m-B-10297                                                                  | Fosta casă Zorilescu                                                                             | localitatea Comanda; oraș Strehaia                       | Str. Grădinilor | înc. sec. XX                                                              | Încarcă foto \| video | Raportează eroare |
| MH-II-m-B-10298 (RAN: 110367.01)                                                 | Biserica „Sf. Apostoli” a fostului schit Comănești                                               | sat Comănești; comuna Bala                               | | 1879-1881                                                                 | Încarcă foto \| video | Raportează eroare |
| MH-II-m-B-10299.01                                                               | Biserica „Sf. Voievozi”                                                                          | sat Corcova; comuna Corcova                              | În centrul satului | 1752                                                                      | Încarcă foto \| video | Raportează eroare |
| MH-II-m-B-10299.02                                                               | Zid de incintă                                                                                   | sat Corcova; comuna Corcova                              | În centrul satului | 1752                                                                      | Încarcă foto \| video | Raportează eroare |
| MH-II-m-B-10300                                                                  | Conacul Anton Bibescu                                                                            | sat Corcova; comuna Corcova                              | Sediul fostei Primării 44.69753°N 23.04847°E                                                                                                 | sec. XIX                                                                  | Încarcă foto \| video | Raportează eroare |
| MH-II-a-B-10299                                                                  | Ansamblul bisericii „Sf. Voievozi”                                                               | sat Corcova; comuna Corcova                              | 292, în centrul satului | 1752                                                                      | Încarcă foto \| video | Raportează eroare |
| MH-II-m-B-10301                                                                  | Biserica „Sf. Nicolae”, „Pogorârea Sf. Duh”                                                      | sat Corlățel; comuna Corlățel                            | În centrul satului | 1837                                                                      | Încarcă foto \| video | Raportează eroare |
| MH-II-a-B-10304                                                                  | Ansamblul de arhitectură rurală „Costești”                                                       | sat Costești; comuna Balta                               | | sec. XIX                                                                  | Încarcă foto \| video | Raportează eroare |
| MH-II-m-A-10303                                                                  | Biserica de lemn „Sf. Nicolae”                                                                   | sat Costești; comuna Balta                               | 4, în centrul satului | 1835                                                                      |                       | Raportează eroare |
| MH-II-m-B-10302                                                                  | Biserica „Adormirea Maicii Domnului”                                                             | sat Cosovăț; comuna Breznița-Motru                       | În centrul satului | 1845                                                                      | Încarcă foto \| video | Raportează eroare |
| MH-II-m-B-10305                                                                  | Biserica „Sf. Nicolae”                                                                           | sat Cotoroaia; comuna Voloiac                            | În centrul satului | 1888                                                                      | Încarcă foto \| video | Raportează eroare |
| MH-II-m-B-10306                                                                  | Biserica „Intrarea în Biserică”                                                                  | sat Crainici; comuna Bala                                | În cimitir | 1818, frescă 1837                                                         |                       | Raportează eroare |
| MH-II-m-B-10308                                                                  | Casa de lemn Nicu Pătru                                                                          | sat Crainici; comuna Bala                                | | 1898                                                                      | Încarcă foto \| video | Raportează eroare |
| MH-II-m-B-10307                                                                  | Casa de lemn Petrică Boșcaru                                                                     | sat Crainici; comuna Bala                                | 28 | 1900                                                                      | Încarcă foto \| video | Raportează eroare |
| MH-II-m-B-10309                                                                  | Casa Mihai Dancău                                                                                | sat Cremenea; comuna Tâmna                               | | 1908                                                                      | Încarcă foto \| video | Raportează eroare |
| MH-II-m-B-10310 (RAN: 111453.01)                                                 | Biserica „Sf. Voievozi”                                                                          | sat Cujmir; comuna Cujmir                                | În centrul satului | 1715, ref. 1868                                                           | Încarcă foto \| video | Raportează eroare |
| MH-II-m-B-10311                                                                  | Casa Gh.I. Buzatu                                                                                | sat Dănceu; comuna Jiana                                 | 105 | 1920                                                                      | Încarcă foto \| video | Raportează eroare |
| MH-II-m-B-10312                                                                  | Casa Ion Rogoveanu                                                                               | sat Dănceu; comuna Jiana                                 | 280 | 1898                                                                      | Încarcă foto \| video | Raportează eroare |
| MH-II-m-B-10313                                                                  | Casa Polina Nicolescu                                                                            | sat Dâlbocița; comuna Ilovăț                             | | 1900                                                                      | Încarcă foto \| video | Raportează eroare |
| MH-II-m-B-10315                                                                  | Moara cu cat                                                                                     | sat Dâlbocița; comuna Ilovăț                             | | 1912                                                                      | Încarcă foto \| video | Raportează eroare |
| MH-II-a-B-10316                                                                  | Ansamblul de arhitectură rurală „Dâlbocița”                                                      | sat Dâlbocița; comuna Ilovăț                             | zona de pe malul stâng al râului Cosuște | sec. XVII-XIX                                                             | Încarcă foto \| video | Raportează eroare |
| MH-II-m-B-10314                                                                  | Casa Elena Vreja                                                                                 | sat Dâlbocița; comuna Ilovăț                             | 575 | 1880                                                                      | Încarcă foto \| video | Raportează eroare |
| MH-II-m-B-10318                                                                  | Biserica „Sf. Nicolae”                                                                           | sat Deleni; comuna Breznița-Motru                        | în centrul satului | 1895                                                                      | Încarcă foto \| video | Raportează eroare |
| MH-II-m-B-10319                                                                  | Biserica „Sf. Nicolae”                                                                           | sat Dobra; comuna Bălăcița                               | În centrul satului | 1872                                                                      | Încarcă foto \| video | Raportează eroare |
| MH-II-m-B-10320                                                                  | Biserică de lemn                                                                                 | sat Drăghești; comuna Isverna                            | În centrul satului | 1853                                                                      | Alte imagini          | Raportează eroare |
| MH-II-m-B-10321                                                                  | Biserica „Sfinții 40 de Mucenici”                                                                | sat Dragotești; comuna Prunișor                          | În centrul satului | 1868                                                                      | Încarcă foto \| video | Raportează eroare |
| MH-II-m-B-10323 (RAN: 111621.01)                                                 | Biserica „Sf. Ioan Botezătorul”                                                                  | sat Dumbrava de Sus; comuna Dumbrava                     | În centrul satului | 1820                                                                      |                       | Raportează eroare |
| MH-II-m-B-10324                                                                  | Biserica „Sfântul Gheorghe”                                                                      | sat Dunărea Mică; comuna Devesel                         | În centrul satului | mijl. sec. XIX                                                            |                       | Raportează eroare |
| MH-II-m-B-10325                                                                  | Biserica de lemn „Sf. Calinic”                                                                   | sat Fântâna Domnească; comuna Prunișor                   | la intrarea în sat | sec. XIX                                                                  | Alte imagini          | Raportează eroare |
| MH-II-m-B-10326                                                                  | Casa de lemn Grosu Aurelian                                                                      | sat Fântâna Domnească; comuna Prunișor                   | 164 | 1920                                                                      | Încarcă foto \| video | Raportează eroare |
| MH-II-m-B-10327                                                                  | Casa de lemn Ioana Cârstoc                                                                       | sat Firizu; comuna Ilovăț                                | | 1897                                                                      | Încarcă foto \| video | Raportează eroare |
| MH-II-m-B-10328                                                                  | Moară cu butoi                                                                                   | sat Firizu; comuna Ilovăț                                | În centrul satului, pe malul râului Coșuștea                                                                                                 | 1906                                                                      | Încarcă foto \| video | Raportează eroare |
| MH-II-m-B-10329                                                                  | Biserica „Sf. Treime”                                                                            | sat Gărdăneasa; comuna Ponoarele                         | În centrul satului | 1887                                                                      | Încarcă foto \| video | Raportează eroare |
| MH-II-m-B-10330 (RAN: 111122.01)                                                 | Biserica de lemn „Sf. Toma”                                                                      | sat Gârbovățu de Sus; comuna Căzănești                   | în centrul satului | 1740                                                                      |                       | Raportează eroare |
| MH-II-m-B-10331                                                                  | Biserica „Pogorârea Sfântului Duh”                                                               | sat Gârla Mare; comuna Gârla Mare                        | În centrul satului | 1838                                                                      |                       | Raportează eroare |
| MH-II-m-B-10332 (RAN: 110045.01)                                                 | Biserica de lemn „Sf. Voievozi”                                                                  | sat Godeanu; comuna Godeanu                              | 70, în centrul satului | 1783-1786                                                                 | Încarcă foto \| video | Raportează eroare |
| MH-II-m-B-10333                                                                  | Casa de lemn Elena Gruiescu                                                                      | sat Godeanu; comuna Godeanu                              | 217 | 1918                                                                      | Încarcă foto \| video | Raportează eroare |
| MH-II-m-B-10334 (RAN: 110492.01)                                                 | Biserica de lemn „Sf. Ștefan”                                                                    | sat Gornovița; comuna Balta                              | 103, în centrul satului | 1796-1799, ref. sec. XIX                                                  | Încarcă foto \| video | Raportează eroare |
| MH-II-m-B-10335 (RAN: 111131.01)                                                 | Biserica „Intrarea Maicii Domnului în Biserică”                                                  | sat Govodarva; comuna Căzănești                          | În centrul satului | 1813                                                                      |                       | Raportează eroare |
| MH-II-m-B-10336                                                                  | Biserica „Sf. Nicolae”                                                                           | sat Greci; comuna Greci                                  | În centrul satului | 1889, ref. în 1910                                                        | Încarcă foto \| video | Raportează eroare |
| MH-II-m-B-10338                                                                  | Casa Maria Neamțu                                                                                | sat Grozești; comuna Grozești                            | Principală 16 | 1915                                                                      | Încarcă foto \| video | Raportează eroare |
| MH-II-m-B-10337                                                                  | Casa de lemn Dumitru Mardare                                                                     | sat Grozești; comuna Grozești                            | Principală 114 | 1920                                                                      | Încarcă foto \| video | Raportează eroare |
| MH-II-m-B-10339                                                                  | Biserica de lemn și zid „Adormirea Maicii Domnului”                                              | sat Gruia; comuna Gruia                                  | În centrul satului | 1834-1837                                                                 |                       | Raportează eroare |
| MH-II-a-A-10340 (RAN: 111042.01)                                                 | Mănăstirea Gura Motrului                                                                         | sat Gura Motrului; comuna Butoiești                      | | sec. XVI, ref. 1653 și modif. 1841 - 1852                                 | Alte imagini          | Raportează eroare |
| MH-II-m-A-10340.01                                                               | Biserica „Cuvioasa Paraschiva”                                                                   | sat Gura Motrului; comuna Butoiești                      | | 1653, ref. 1841 - 1852                                                    | Alte imagini          | Raportează eroare |
| MH-II-m-A-10340.02                                                               | Stăreție                                                                                         | sat Gura Motrului; comuna Butoiești                      | | 1652-1653                                                                 |                       | Raportează eroare |
| MH-II-m-A-10340.03                                                               | Corp chilii                                                                                      | sat Gura Motrului; comuna Butoiești                      | | sec. XVII, XX                                                             | Încarcă foto \| video | Raportează eroare |
| MH-II-m-A-10340.04                                                               | Turn poartă-clopotniță                                                                           | sat Gura Motrului; comuna Butoiești                      | | sec. XVII                                                                 |                       | Raportează eroare |
| MH-II-m-A-10340.05                                                               | Zid de incintă                                                                                   | sat Gura Motrului; comuna Butoiești                      | | 1653                                                                      | Încarcă foto \| video | Raportează eroare |
| MH-II-m-B-10341                                                                  | Biserica „Sfinții Apostoli”                                                                      | sat Gutu; comuna Prunișor                                | La intrarea în sat | 1863                                                                      |                       | Raportează eroare |
| MH-II-m-B-10342 (RAN: 110562.01)                                                 | Biserica „Sf. Nicolae”                                                                           | sat Gvardinița; comuna Bălăcița                          | 33, în centrul satului | 1804                                                                      | Încarcă foto \| video | Raportează eroare |
| MH-II-m-B-10343                                                                  | Biserica „Sf. Mucenic Gheorghe”                                                                  | sat Hinova; comuna Hinova                                | În centrul satului | 1892-1894                                                                 | Încarcă foto \| video | Raportează eroare |
| MH-II-m-B-10402 (RAN: 112236.01)                                                 | Biserica de lemn „Sf. Voievozi”                                                                  | sat Husnicioara; comuna Husnicioara                      | În centrul satului | 1785                                                                      | Încarcă foto \| video | Raportează eroare |
| MH-II-m-B-10344                                                                  | Biserica „Sf. Nicolae”                                                                           | sat Ilovăț; comuna Ilovăț                                | În centrul satului | 1846-1847                                                                 | Alte imagini          | Raportează eroare |
| MH-II-m-B-10345                                                                  | Casa Radu Bărbacioru                                                                             | sat Ilovăț; comuna Ilovăț                                | 297 | sec. XIX                                                                  | Încarcă foto \| video | Raportează eroare |
| MH-II-m-B-10346                                                                  | Casa de lemn Lungu Ghiță                                                                         | sat Ilovița; comuna Ilovița                              | 422 | 1880                                                                      | Încarcă foto \| video | Raportează eroare |
| MH-II-m-B-10347 (RAN: 111140.01)                                                 | Biserica de lemn „Sf. Voievozi”                                                                  | sat Ilovu; comuna Căzănești                              | în centrul satului | 1750, ref. în 1890                                                        | Alte imagini          | Raportează eroare |
| MH-II-m-B-10348                                                                  | Casa de lemn Cojocaru                                                                            | sat Ilovu; comuna Căzănești                              | | 1900                                                                      | Încarcă foto \| video | Raportează eroare |
| MH-II-m-B-10349 (RAN: 112389.01)                                                 | Biserica de lemn „Sf. Voievozi”                                                                  | sat Isverna; comuna Isverna                              | În fostul sat înglobat Canicea | 1783, ref. 1823, pictat 1867,1892                                         | Alte imagini          | Raportează eroare |
| MH-II-m-B-10350                                                                  | Biserica „Sf. Arhangheli”                                                                        | sat Izvoru Bârzii; comuna Izvoru Bârzii                  | | sec. XIX                                                                  | Încarcă foto \| video | Raportează eroare |
| MH-II-m-B-10351                                                                  | Casa Nicolae Moșurlea                                                                            | sat Izvoru Bârzii; comuna Izvoru Bârzii                  | cartierul Pătulani | 1890                                                                      | Încarcă foto \| video | Raportează eroare |
| MH-II-m-B-10352                                                                  | Moară cu două ciuturi                                                                            | sat Jidoștița; comuna Breznița-Ocol                      | | 1925                                                                      | Încarcă foto \| video | Raportează eroare |
| MH-II-m-B-10353                                                                  | Casa Ilie Ungureanu                                                                              | sat Jidoștița; comuna Breznița-Ocol                      | Str. Principală | 1908                                                                      | Încarcă foto \| video | Raportează eroare |
| MH-II-m-B-10355                                                                  | Pivniță                                                                                          | sat Jirov; comuna Corcova                                | 24 | sec. XX                                                                   | Încarcă foto \| video | Raportează eroare |
| MH-II-m-B-10356                                                                  | Casa Ion Boiangiu                                                                                | sat Jirov; comuna Corcova                                | 206 | 1889                                                                      | Încarcă foto \| video | Raportează eroare |
| MH-II-m-B-10354                                                                  | Biserica „Sf. Nicolae”, „Pogorârea Sf. Duh”                                                      | sat Jirov; comuna Corcova                                | 313, în centrul satului | 1837                                                                      | Încarcă foto \| video | Raportează eroare |
| MH-II-m-B-10357                                                                  | Pivniță                                                                                          | sat Jirov; comuna Corcova                                | 397 | sec. XIX                                                                  | Încarcă foto \| video | Raportează eroare |
| MH-II-m-B-10358                                                                  | Casa de lemn Popescu                                                                             | sat Jupânești; comuna Cireșu                             | 56 | 1940                                                                      | Încarcă foto \| video | Raportează eroare |
| MH-II-m-B-10359                                                                  | Casa de lemn Untaru Dumitru                                                                      | sat Jupânești; comuna Cireșu                             | 78 | 1885                                                                      | Încarcă foto \| video | Raportează eroare |
| MH-II-m-B-10360                                                                  | Ruinele culei Lazu                                                                               | sat Lazu; comuna Malovăț                                 | 54 44.72572°N 22.77395°E | 1850                                                                      | Încarcă foto \| video | Raportează eroare |
| MH-II-m-B-10361                                                                  | Biserica de lemn „Sfântul Nicolae”                                                               | sat Mălărișca; comuna Podeni                             | În centrul satului | 1875                                                                      |                       | Raportează eroare |
| MH-II-m-B-10363                                                                  | Casa Domnica Guran                                                                               | sat Mălărișca; comuna Podeni                             | | 1887                                                                      | Încarcă foto \| video | Raportează eroare |
| MH-II-m-B-10362                                                                  | Casa Paraschiva Dârpeș                                                                           | sat Mălărișca; comuna Podeni                             | 11 | 1917                                                                      | Încarcă foto \| video | Raportează eroare |
| MH-II-m-B-10364 (RAN: 110937.01)                                                 | Biserica de lemn „Sf. Nicolae”                                                                   | sat Meriș; comuna Broșteni                               | În centrul satului | 1795; ref. 1878                                                           |                       | Raportează eroare |
| MH-II-m-A-10365 (RAN: 109988.01)                                                 | Biserica de lemn „Sf. Dumitru”                                                                   | sat aparținător Negoești; oraș Baia de Aramă             | În centrul satului | sf. sec. XVIII                                                            | Alte imagini          | Raportează eroare |
| MH-II-m-B-10366                                                                  | Biserica „Sf. Nicolae”                                                                           | sat Obârșia de Câmp; comuna Obârșia de Câmp              | În centrul satului | 1802, ref. în 1853, 1913, 1956                                            | Încarcă foto \| video | Raportează eroare |
| MH-II-m-A-10367                                                                  | Palatul neoclasic Gh. Pleșa                                                                      | sat Obârșia de Câmp; comuna Obârșia de Câmp              | În centrul satului 44.17286°N 22.98083°E | 1892                                                                      | Încarcă foto \| video | Raportează eroare |
| MH-II-m-B-10368                                                                  | Casa N. Ion Lungulescu                                                                           | sat Obârșia-Cloșani; comuna Obârșia-Cloșani              | | 1887                                                                      | Încarcă foto \| video | Raportează eroare |
| MH-II-m-B-10369                                                                  | Biserica „Sf. Nicolae”                                                                           | sat Oprișor; comuna Oprișor                              | În centrul satului | 1890                                                                      | Încarcă foto \| video | Raportează eroare |
| MH-II-m-B-10370 (RAN: 110072.01)                                                 | Biserica „Sf. Nicolae”                                                                           | oraș Orșova                                              | | 1746                                                                      | Încarcă foto \| video | Raportează eroare |
| MH-II-m-B-10371                                                                  | Biserica romano-catolică „Neprihănita Zămislire”                                                 | oraș Orșova                                              | lângă piața centrală | sec. XX                                                                   |                       | Raportează eroare |
| MH-II-m-B-10372                                                                  | Biserica de lemn „Intrarea Maicii Domnului în Biserică”                                          | sat Ohaba; comuna Șovarna                                | În cimitir | 1831                                                                      | Încarcă foto \| video | Raportează eroare |
| MH-II-m-B-10373                                                                  | Biserica de lemn „Sf. Nicolae”                                                                   | sat Pătulele; comuna Pătulele                            | În centrul satului | sec. XIX                                                                  |                       | Raportează eroare |
| MH-II-m-B-10374                                                                  | Biserica de lemn „Sfântul Dimitrie”                                                              | sat Păunești; comuna Godeanu                             | În centrul satului | 1835, rep. 1884                                                           | Alte imagini          | Raportează eroare |
| MH-II-m-B-10375 (RAN: 111756.01)                                                 | Biserica de lemn „Intrarea Maicii Domnului în Biserică”                                          | sat Peștenuța; comuna Florești                           | 23, în cimitir | 1777, ref. 1820                                                           | Încarcă foto \| video | Raportează eroare |
| MH-II-m-B-10376 (RAN: 109997.01)                                                 | Biserica „Adormirea Maicii Domnului”                                                             | sat aparținător Pistrița; oraș Baia de Aramă             | În cimitir | 1819                                                                      | Alte imagini          | Raportează eroare |
| MH-II-m-B-10377                                                                  | Biserica „Sf. Ilie”                                                                              | sat Podeni; comuna Podeni                                | În centrul satului | 1859                                                                      |                       | Raportează eroare |
| MH-II-m-B-10378                                                                  | Biserica „Nașterea Maicii Domnului”                                                              | sat Poiana; comuna Căzănești                             | În centrul satului | 1836                                                                      |                       | Raportează eroare |
| MH-II-m-B-10379 (RAN: 113000.01)                                                 | Biserica de lemn „Sf. Nicolae”                                                                   | sat Ponoarele; comuna Ponoarele                          | | 1766                                                                      |                       | Raportează eroare |
| MH-II-m-A-10380                                                                  | Moara Crăcucenilor (moară de lemn cu ciutură)                                                    | sat Ponoarele; comuna Ponoarele                          | pe valea râului Ponoarele | sec. XIX                                                                  |                       | Raportează eroare |
| MH-II-m-B-10381 (RAN: 109899.01)                                                 | Biserica „Sf. Apostoli”                                                                          | sat Poroina; comuna Șimian                               | În centrul satului | 1815-1841                                                                 | Alte imagini          | Raportează eroare |
| MH-II-m-B-10382                                                                  | Biserica „Sf. Nicolae”, „Sf. Ioan Botezătorul”                                                   | sat Poroinița; comuna Rogova                             | | ante 1822                                                                 | Încarcă foto \| video | Raportează eroare |
| MH-II-a-B-10384                                                                  | Ansamblul de arhitectură rurală                                                                  | sat Prejna; comuna Balta                                 | Zona de o parte și de alta a drumului, de la ieșirea din sat până la intersecția cu drumul principal spre com. Balta                         | sec. XIX                                                                  | Încarcă foto \| video | Raportează eroare |
| MH-II-m-B-10383 (RAN: 110517.01)                                                 | Biserica de lemn „Adormirea Maicii Domnului”                                                     | sat Prejna; comuna Balta                                 | 21, în centrul satului | 1808, ref. din zid 1859, catapeteasmă 1808                                |                       | Raportează eroare |
| MH-II-m-B-10385                                                                  | Casa Niță Popescu                                                                                | sat Prejna; comuna Balta                                 | 184 | 1900                                                                      | Încarcă foto \| video | Raportează eroare |
| MH-II-m-B-10386                                                                  | Biserica „Sf. Nicolae”                                                                           | sat Pristol; comuna Pristol                              | în centrul satului | ante 1892                                                                 | Încarcă foto \| video | Raportează eroare |
| MH-II-m-B-10387 (RAN: 113117.01)                                                 | Biserica de lemn „Sf. Îngeri”                                                                    | sat Proitești; comuna Ponoarele                          | În centrul satului | 1792                                                                      | Încarcă foto \| video | Raportează eroare |
| MH-II-m-B-10388                                                                  | Biserica „Sf. Nicolae”                                                                           | sat Prunișor; comuna Prunișor                            | în centrul satului | 1842-1889                                                                 | Alte imagini          | Raportează eroare |
| MH-II-m-B-10389                                                                  | Biserica de lemn „Sf. Nicolae”                                                                   | sat Racova; comuna Ilovăț                                | În centrul satului | 1876                                                                      | Încarcă foto \| video | Raportează eroare |
| MH-II-m-B-10390                                                                  | Biserica „Sf. Nicolae”                                                                           | sat Racova; comuna Ilovăț                                | | prima jum. sec. XIX                                                       | Încarcă foto \| video | Raportează eroare |
| MH-II-m-B-10391 (RAN: 111658.02)                                                 | Biserica „Intrarea Maicii Domnului în Biserică”                                                  | sat Rocșoreni; comuna Dumbrava                           | În centrul satului | 1787, ref. 1892                                                           |                       | Raportează eroare |
| MH-II-m-B-10392                                                                  | Biserica „Sf. Nicolae”                                                                           | sat Rogova; comuna Rogova                                | Cartier Mahalaua de Sus | 1832                                                                      | Încarcă foto \| video | Raportează eroare |
| MH-II-m-B-10393                                                                  | Biserica de lemn „Sfântul Gheorghe”                                                              | sat Runcușoru; comuna Bala                               | În fostul sat înglobat Rudina, în mijlocul satului, în cimitir                                                                               | 1834, ref. 1895                                                           |                       | Raportează eroare |
| MH-II-m-B-10394                                                                  | Biserica „Sf. Ioan Botezătorul”                                                                  | sat Ruptura; comuna Voloiac                              | | 1881                                                                      | Încarcă foto \| video | Raportează eroare |
| MH-II-m-B-10396                                                                  | Casa de lemn Tâțână Pătroi                                                                       | sat Ruptura; comuna Voloiac                              | | 1900                                                                      | Încarcă foto \| video | Raportează eroare |
| MH-II-m-B-10395                                                                  | Casa de lemn Ioana Găină                                                                         | sat Ruptura; comuna Voloiac                              | 61 | 1898                                                                      | Încarcă foto \| video | Raportează eroare |
| MH-II-m-B-10397 (RAN: 111952.01)                                                 | Biserica de lemn „Nașterea Domnului”                                                             | sat Sălătruc; comuna Greci                               | în cimitir | 1704, ref. din zid 1864                                                   | Încarcă foto \| video | Raportează eroare |
| MH-II-m-B-10398                                                                  | Moară                                                                                            | sat Schitu de Jos; comuna Izvoru Bârzii                  | | 1860                                                                      | Încarcă foto \| video | Raportează eroare |
| MH-II-m-B-10399                                                                  | Ruina casei de lemn Maria Moacă                                                                  | sat Schitu de Sus; comuna Izvoru Bârzii                  | 63 | 1860                                                                      | Încarcă foto \| video | Raportează eroare |
| MH-II-a-A-10400                                                                  | Mănăstirea „Schitul Topolnița”                                                                   | sat Schitu Topolniței; comuna Izvoru Bârzii              | la capătul satului 44.75986°N 22.60819°E | 1600-1611                                                                 | Încarcă foto \| video | Raportează eroare |
| MH-II-m-A-10400.01 (RAN: 112539.01.01, 112539.01.02, 112539.01.03, 112539.01.04) | Biserica „Tăierea Capului Sf. Ioan Botezătorul”                                                  | sat Schitu Topolniței; comuna Izvoru Bârzii              | la capătul satului 44.75972°N 22.60806°E | 1645-1646, pe ruine de sec. XVI                                           | Încarcă foto \| video | Raportează eroare |
| MH-II-m-A-10400.02                                                               | Stăreție                                                                                         | sat Schitu Topolniței; comuna Izvoru Bârzii              | la capătul satului | sec. XVII, cu modif. ulterioare                                           | Încarcă foto \| video | Raportează eroare |
| MH-II-m-A-10400.03                                                               | Arhondaric                                                                                       | sat Schitu Topolniței; comuna Izvoru Bârzii              | la capătul satului | sec. XVII                                                                 | Încarcă foto \| video | Raportează eroare |
| MH-II-m-A-10400.04                                                               | Chilii                                                                                           | sat Schitu Topolniței; comuna Izvoru Bârzii              | la capătul satului | sec. XVII                                                                 | Încarcă foto \| video | Raportează eroare |
| MH-II-m-A-10400.05                                                               | Turn clopotniță                                                                                  | sat Schitu Topolniței; comuna Izvoru Bârzii              | la capătul satului | sec. XVII                                                                 | Încarcă foto \| video | Raportează eroare |
| MH-II-m-A-10400.06                                                               | Zid de incintă                                                                                   | sat Schitu Topolniței; comuna Izvoru Bârzii              | la capătul satului | sec. XVII                                                                 | Încarcă foto \| video | Raportează eroare |
| MH-II-m-A-10400.07                                                               | Biserica de lemn „Sf. Împărați Constantin și Elena”                                              | sat Schitu Topolniței; comuna Izvoru Bârzii              | | 1832                                                                      | Încarcă foto \| video | Raportează eroare |
| MH-II-m-B-10401 (RAN: 112441.01)                                                 | Biserica de lemn „Sf. Voievozi”                                                                  | sat Seliștea; comuna Isverna                             | În centrul satului | 1763, ref. 1820                                                           | Alte imagini          | Raportează eroare |
| MH-II-m-B-10403                                                                  | Biserica de lemn „Sf. Arhangheli”                                                                | sat Sfodea; comuna Balta                                 | În centrul satului | 1853-1854                                                                 | Alte imagini          | Raportează eroare |
| MH-II-m-B-10404                                                                  | Casa Ion Chircu                                                                                  | sat Sperlești; comuna Voloiac                            | | 1910                                                                      | Încarcă foto \| video | Raportează eroare |
| MH-II-m-B-10405                                                                  | Biserica „Adormirea Maicii Domnului”                                                             | sat Stângăceaua; comuna Stângăceaua                      | În centrul satului | 1869                                                                      |                       | Raportează eroare |
| MH-II-a-A-10406 (RAN: 110125.01)                                                 | Mănăstirea Strehaia                                                                              | oraș Strehaia                                            | În centrul orașului, lângă piață | 1645                                                                      |                       | Raportează eroare |
| MH-II-m-A-10406.01                                                               | Biserica „Sf. Treime”                                                                            | oraș Strehaia                                            | în centrul orașului, lângă piață | 1645                                                                      |                       | Raportează eroare |
| MH-II-m-A-10406.02                                                               | Beciurile palatului domnesc                                                                      | oraș Strehaia                                            | în centrul orașului, lângă piață | sec. XVI, ref. 1645                                                       |                       | Raportează eroare |
| MH-II-m-A-10406.03                                                               | Turn clopotniță                                                                                  | oraș Strehaia                                            | în centrul orașului, lângă piață | 1645                                                                      |                       | Raportează eroare |
| MH-II-m-A-10406.04                                                               | Zid de incintă                                                                                   | oraș Strehaia                                            | în centrul orașului, lângă piață | 1645-1693                                                                 |                       | Raportează eroare |
| MH-II-a-B-10407                                                                  | Ansamblu de arhitectură urbană                                                                   | oraș Strehaia                                            | Zona din sudul mănăstirii Strehaia | sec. XIX                                                                  | Încarcă foto \| video | Raportează eroare |
| MH-II-m-B-10408                                                                  | Casă                                                                                             | oraș Strehaia                                            | Str. Cuza Vodă 29 | sec. XIX                                                                  | Încarcă foto \| video | Raportează eroare |
| MH-II-m-B-10409                                                                  | Fostul han                                                                                       | oraș Strehaia                                            | Str. Unirii 15 | înc. sec. XX                                                              | Încarcă foto \| video | Raportează eroare |
| MH-II-a-A-10411                                                                  | Complexul arhitectonic Ada-Kaleh                                                                 | sat Șimian; comuna Șimian                                | Pe insula Șimian | sec. XVIII                                                                | Alte imagini          | Raportează eroare |
| MH-II-m-A-10411.01                                                               | Cetatea bastionară                                                                               | sat Șimian; comuna Șimian                                | Pe insula Șimian | sec. XVIII                                                                |                       | Raportează eroare |
| MH-II-m-B-10413                                                                  | Biserica „Sf. Grigore Decapolitul”                                                               | sat Șișești; comuna Șișești                              | În centrul satului | 1835                                                                      | Alte imagini          | Raportează eroare |
| MH-II-m-B-10414                                                                  | Casa de lemn Eugenia Tudor                                                                       | sat Șișești; comuna Șișești                              | 85 | 1900                                                                      | Încarcă foto \| video | Raportează eroare |
| MH-II-a-B-10415                                                                  | Casa cu pivniță Ghiță Brehui                                                                     | sat Șișești; comuna Șișești                              | 135 | 1880                                                                      | Încarcă foto \| video | Raportează eroare |
| MH-II-m-B-10415.01                                                               | Casa cu pivniță                                                                                  | sat Șișești; comuna Șișești                              | 135 | 1880                                                                      | Încarcă foto \| video | Raportează eroare |
| MH-II-m-B-10415.02                                                               | Anexă                                                                                            | sat Șișești; comuna Șișești                              | 135 | 1880                                                                      | Încarcă foto \| video | Raportează eroare |
| MH-II-m-B-10416                                                                  | Casa de lemn Maria Tiu                                                                           | sat Șișești; comuna Șișești                              | 181 | 1850                                                                      | Încarcă foto \| video | Raportează eroare |
| MH-II-m-B-10412                                                                  | Casa Ebetiuc                                                                                     | sat Șișești; comuna Șișești                              | 192 | sec. XIX                                                                  | Încarcă foto \| video | Raportează eroare |
| MH-II-m-B-10417                                                                  | Casa Polina Omir                                                                                 | sat Șișești; comuna Șișești                              | 220 | sec. XIX                                                                  | Încarcă foto \| video | Raportează eroare |
| MH-II-m-B-10418                                                                  | Biserica „Sf. Nicolae”                                                                           | sat Șovarna de Jos; comuna Șovarna                       | În centrul satului | 1891                                                                      | Încarcă foto \| video | Raportează eroare |
| MH-II-m-B-10419                                                                  | Moară de lemn                                                                                    | sat Șușița; comuna Grozești                              | | 1912                                                                      | Încarcă foto \| video | Raportează eroare |
| MH-II-m-B-10420                                                                  | Casa Popescu Gheorghe                                                                            | sat Șușița; comuna Grozești                              | | 1832                                                                      | Încarcă foto \| video | Raportează eroare |
| MH-II-m-B-10421 (RAN: 112021.01)                                                 | Biserica de lemn „Sfântul Nicolae”                                                               | sat Șușița; comuna Grozești                              | în centrul satului | 1704                                                                      |                       | Raportează eroare |
| MH-II-m-A-10410                                                                  | Ruinele cetății Tri-Kule                                                                         | sat Svinița; comuna Svinița                              | Pe clisura Dunării 44.48007°N 22.14311°E | 1429                                                                      | Alte imagini          | Raportează eroare |
| MH-II-m-B-10422 (RAN: 113741.01)                                                 | Biserica „Sfântul Nicolae”                                                                       | sat Tâmna; comuna Tâmna                                  | Lângă fosta primărie | 1808                                                                      | Alte imagini          | Raportează eroare |
| MH-II-m-B-10423                                                                  | Casa Țânțaru Dina                                                                                | sat Tismana; comuna Devesel                              | 57 | 1906                                                                      | Încarcă foto \| video | Raportează eroare |
| MH-II-m-B-10424                                                                  | Biserica „Sf. Voievozi”                                                                          | sat aparținător Titerlești; oraș Baia de Aramă           | În centrul satului | 1862-1863                                                                 | Alte imagini          | Raportează eroare |
| MH-II-m-B-10425                                                                  | Casa de lemn Ion Moraru                                                                          | sat Țițirigi; comuna Voloiac                             | | 1896                                                                      | Încarcă foto \| video | Raportează eroare |
| MH-II-a-B-10426                                                                  | Ansamblul bisericii „Sf. Gheorghe”                                                               | sat Turtaba; comuna Isverna                              | Pe deal, la capătul satului |                                                                           |                       | Raportează eroare |
| MH-II-m-B-10426.01                                                               | Biserica de lemn „Sf. Gheorghe”                                                                  | sat Turtaba; comuna Isverna                              | Pe deal, la capătul satului | 1829, ref. cu piatră 1870                                                 |                       | Raportează eroare |
| MH-II-m-B-10427                                                                  | Casa Elisabeta Negoițescu                                                                        | sat Turtaba; comuna Isverna                              | 24 | sec. XIX                                                                  | Încarcă foto \| video | Raportează eroare |
| MH-II-m-B-10428                                                                  | Casa Grigore și Domnica Drăcea                                                                   | sat Turtaba; comuna Isverna                              | 58 | sec. XIX                                                                  | Încarcă foto \| video | Raportează eroare |
| MH-II-m-B-10429                                                                  | Casa de lemn Vasile Păunescu                                                                     | sat Turtaba; comuna Isverna                              | 68 | sec. XIX                                                                  | Încarcă foto \| video | Raportează eroare |
| MH-II-m-B-10430 (RAN: 111088.01)                                                 | Biserica „Sfântul Nicolae”                                                                       | sat Țânțaru; comuna Butoiești                            | În centrul satului | 1784, ref. 1846                                                           |                       | Raportează eroare |
| MH-II-m-B-10431                                                                  | Biserica de lemn „Sf. Voievozi”                                                                  | sat Valea Bună; comuna Voloiac                           | În centrul satului | 1818                                                                      | Încarcă foto \| video | Raportează eroare |
| MH-II-m-B-10432                                                                  | Casa Ion Nica                                                                                    | sat Valea Bună; comuna Voloiac                           | În centrul satului | 1900                                                                      | Încarcă foto \| video | Raportează eroare |
| MH-II-m-B-10433                                                                  | Casa de lemn Vasile Turcu                                                                        | sat Valea Bună; comuna Voloiac                           | În centrul satului | 1901                                                                      | Încarcă foto \| video | Raportează eroare |
| MH-II-m-B-10434 (RAN: 111211.01)                                                 | Biserica de lemn „Sf. Nicolae”                                                                   | sat Valea Coșuștei; comuna Căzănești                     | În fostul sat înglobat Valea Rea - în centrul satului                                                                                        | 1764                                                                      | Alte imagini          | Raportează eroare |
| MH-II-m-B-10435                                                                  | Biserica de lemn „Sf. Gheorghe”                                                                  | sat Valea Ursului; comuna Tâmna                          | | 1776                                                                      |                       | Raportează eroare |
| MH-II-m-B-10436                                                                  | Biserica de lemn „Sf. Mihail și Gavril”                                                          | sat Vânători; comuna Vânători                            | în cimitir | 1884                                                                      | Încarcă foto \| video | Raportează eroare |
| MH-II-a-A-10437                                                                  | Ruinele mănăstirii Vodița                                                                        | localitatea Vârciorova; municipiul Drobeta-Turnu Severin | Pe Valea Vodiței 44.72437°N 22.48866°E | 1370-1375                                                                 | Alte imagini          | Raportează eroare |
| MH-II-m-A-10437.01                                                               | Ruina bisericii                                                                                  | localitatea Vârciorova; municipiul Drobeta-Turnu Severin | Pe Valea Vodiței | 1370-1375, ref. cca. 1500, 1689                                           |                       | Raportează eroare |
| MH-II-m-A-10437.02                                                               | Ruinele clădirilor - anexe                                                                       | localitatea Vârciorova; municipiul Drobeta-Turnu Severin | Pe Valea Vodiței | 1370-1375                                                                 | Încarcă foto \| video | Raportează eroare |
| MH-II-m-B-10438                                                                  | Biserica „Sf. Petru și Pavel”                                                                    | sat Viașu; comuna Pătulele                               | în centrul satului | 1835                                                                      | Alte imagini          | Raportează eroare |
| MH-II-m-B-10439                                                                  | Biserica de lemn „Sf. Nicolae”                                                                   | sat Vidimirești; comuna Bala                             | în centrul satului | 1895                                                                      | Încarcă foto \| video | Raportează eroare |
| MH-II-m-B-10440                                                                  | Biserica „Sf. Nicolae”                                                                           | sat Vlădaia; comuna Vlădaia                              | în centrul satului | 1859                                                                      | Încarcă foto \| video | Raportează eroare |
| MH-II-m-B-10441                                                                  | Biserica „Înălțarea Domnului”                                                                    | sat Voloiac; comuna Voloiac                              | în centrul satului | 1808                                                                      | Încarcă foto \| video | Raportează eroare |
| MH-II-m-B-10442                                                                  | Casa Dumitru Turcu                                                                               | sat Voloiac; comuna Voloiac                              | | 1870                                                                      | Încarcă foto \| video | Raportează eroare |
| MH-II-m-B-10443                                                                  | Casa Dumitru Hârșovoiu                                                                           | sat Voloiac; comuna Voloiac                              | | 1870                                                                      | Încarcă foto \| video | Raportează eroare |
| MH-II-m-B-10444                                                                  | Casa Buligă Gheorghe                                                                             | sat Vrancea; comuna Burila Mare                          | | 1900                                                                      | Încarcă foto \| video | Raportează eroare |
| MH-II-a-B-10445                                                                  | Ansamblul bisericii „Sf. Nicolae”                                                                | sat Zegujani; comuna Florești                            | în centrul satului | 1832-1835                                                                 | Alte imagini          | Raportează eroare |
| MH-II-m-B-10445.01                                                               | Biserica „Sf. Nicolae”                                                                           | sat Zegujani; comuna Florești                            | în centrul satului | 1832-1835                                                                 |                       | Raportează eroare |
| MH-II-m-B-10445.02                                                               | Turn Clopotniță                                                                                  | sat Zegujani; comuna Florești                            | în centrul satului | 1832-1835                                                                 |                       | Raportează eroare |
| MH-III-m-B-10446                                                                 | Bustul lui Decebal                                                                               | municipiul Drobeta Turnu Severin                         | în Parcul Central |                                                                           | Alte imagini          | Raportează eroare |
| MH-III-m-B-10447                                                                 | Monumentul împăratului Traian                                                                    | municipiul Drobeta Turnu Severin                         | în Parcul Central | 1906                                                                      |                       | Raportează eroare |
| MH-III-m-B-10448                                                                 | Monumentul eroilor din primul război mondial                                                     | municipiul Drobeta Turnu Severin                         | Bd. Carol I, în Parcul Rozelor 44.62335°N 22.65218°E                                                                                         | 1933 State Baloșin (arhitect), Teodor Burcă (sculptor)                    | Alte imagini          | Raportează eroare |
| MH-III-m-B-10449                                                                 | Bustul prof. I. Șt. Paulian                                                                      | municipiul Drobeta Turnu Severin                         | Str. Crișan, în fața Liceului de Artă „I. Șt. Paulian”                                                                                       | 1932-1946                                                                 | Încarcă foto \| video | Raportează eroare |
| MH-III-m-B-10450                                                                 | Bustul lui Apolodor din Damasc                                                                   | municipiul Drobeta Turnu Severin                         | Str. Independenței 2, în curtea Muzeului Regiunii Porților de Fier                                                                           |                                                                           | Încarcă foto \| video | Raportează eroare |
| MH-III-m-B-10451                                                                 | Statuia lui Teodor Costescu                                                                      | municipiul Drobeta Turnu Severin                         | Str. Republicii 6, în curtea Colegiului Național Traian                                                                                      |                                                                           | Alte imagini          | Raportează eroare |
| MH-III-m-B-10452                                                                 | Monumentul lui Mihai Eminescu                                                                    | municipiul Drobeta Turnu Severin                         | Str. Republicii 6, în curtea Colegiului Național Traian                                                                                      |                                                                           |                       | Raportează eroare |
| MH-III-m-A-10249.04                                                              | Fântână                                                                                          | oraș Baia de Aramă                                       | în centrul orașului, lângă piață | 1699-1703                                                                 | Încarcă foto \| video | Raportează eroare |
| MH-III-m-B-10453                                                                 | Monumentul lui Tudor Vladimirescu                                                                | oraș Baia de Aramă                                       | În centrul orașului |                                                                           | Alte imagini          | Raportează eroare |
| MH-IV-m-B-10454                                                                  | Monumentul Dr. Corina                                                                            | municipiul Drobeta Turnu Severin                         | Cimitirul ortodox |                                                                           | Încarcă foto \| video | Raportează eroare |
| MH-IV-m-B-10455                                                                  | Monumentul familiei Iovitz                                                                       | municipiul Drobeta Turnu Severin                         | Cimitirul ortodox |                                                                           | Încarcă foto \| video | Raportează eroare |
| MH-IV-m-B-10456                                                                  | Bustul lui Alexandru Bărbuceanu                                                                  | municipiul Drobeta Turnu Severin                         | Cimitirul ortodox | 1905                                                                      | Încarcă foto \| video | Raportează eroare |
| MH-IV-m-B-10457                                                                  | Monumentul lui Alexandru Bărcăcilă                                                               | municipiul Drobeta Turnu Severin                         | Cimitirul ortodox |                                                                           | Încarcă foto \| video | Raportează eroare |
| MH-IV-m-B-10458                                                                  | Bustul lui Al. Burileanu                                                                         | municipiul Drobeta Turnu Severin                         | Cimitirul ortodox | 1889                                                                      | Încarcă foto \| video | Raportează eroare |
| MH-IV-m-B-10459                                                                  | Cimitirul comemorativ pentru ostașii români căzuți în războaiele balcanice (1912-1913)           | municipiul Drobeta Turnu Severin                         | |                                                                           | Încarcă foto \| video | Raportează eroare |
| MH-IV-m-B-10460                                                                  | Monumentul lui Ștefan Odobleja                                                                   | municipiul Drobeta Turnu Severin                         | Cimitirul ortodox |                                                                           | Încarcă foto \| video | Raportează eroare |
| MH-IV-m-B-10461                                                                  | Mormântul lui C. Sorescu și A. Sârbulescu                                                        | municipiul Drobeta Turnu Severin                         | Cimitirul ortodox | 1941                                                                      | Încarcă foto \| video | Raportează eroare |
| MH-IV-m-B-10462                                                                  | Troiță de piatră                                                                                 | municipiul Drobeta Turnu Severin                         | Cimitirul ortodox | 1916-1918                                                                 | Încarcă foto \| video | Raportează eroare |
| MH-IV-m-A-10463                                                                  | Casa sculptorului Gheorghe Anghel                                                                | municipiul Drobeta Turnu Severin                         | Str. Calomfirescu 155 | 1895                                                                      | Încarcă foto \| video | Raportează eroare |
| MH-IV-m-B-10464                                                                  | Monumentul Aristiței Burileanu                                                                   | municipiul Drobeta Turnu Severin                         | Calea Târgu Jiu, Cimitirul ortodox |                                                                           | Încarcă foto \| video | Raportează eroare |
| MH-IV-m-B-10465                                                                  | Troiță de lemn                                                                                   | oraș Baia de Aramă                                       | Pe drumul Baia de Aramă- Ponoarele, pe malul apei                                                                                            |                                                                           | Încarcă foto \| video | Raportează eroare |
| MH-IV-m-B-10466                                                                  | Troiță de lemn                                                                                   | sat Bâlvănești; comuna Bâlvănești                        | La marginea satului |                                                                           | Încarcă foto \| video | Raportează eroare |
| MH-IV-s-A-10283.03                                                               | Cruci de piatră                                                                                  | sat Cerneți; comuna Șimian                               | În centrul satului, în incinta bisericii | 1662                                                                      |                       | Raportează eroare |
| MH-IV-s-A-10284.03                                                               | Cimitirul vechi                                                                                  | sat Cerneți; comuna Șimian                               | În centrul satului, în incinta bisericii |                                                                           |                       | Raportează eroare |
| MH-IV-m-B-10467                                                                  | Cruci de piatră                                                                                  | sat Corzu; comuna Bâcleș                                 | În curtea bisericii | sec. XIX                                                                  | Încarcă foto \| video | Raportează eroare |
| MH-IV-m-B-10468                                                                  | Troiță de lemn                                                                                   | sat Godeanu; comuna Godeanu                              | La intrarea în sat |                                                                           | Încarcă foto \| video | Raportează eroare |
| MH-IV-m-B-10469                                                                  | Cruce de piatră                                                                                  | sat Izvoru Bârzii; comuna Izvoru Bârzii                  | În curtea bisericii | 1873                                                                      | Încarcă foto \| video | Raportează eroare |
| MH-IV-m-B-10470                                                                  | Troiță de lemn                                                                                   | sat Marga; comuna Godeanu                                | |                                                                           | Încarcă foto \| video | Raportează eroare |
| MH-IV-m-B-10471                                                                  | Cimitir                                                                                          | sat Noapteșa; comuna Șișești                             | |                                                                           | Încarcă foto \| video | Raportează eroare |
| MH-IV-m-B-10472                                                                  | Cruci de piatră                                                                                  | sat Oprișor; comuna Oprișor                              | | sec. XIX                                                                  | Încarcă foto \| video | Raportează eroare |
| MH-IV-m-B-10473                                                                  | Cruci de piatră                                                                                  | sat aparținător Orevița Mare; oraș Vânju Mare            | În curtea bisericii | sec. XIX                                                                  | Încarcă foto \| video | Raportează eroare |
| MH-IV-m-B-10474                                                                  | Cruce de piatră                                                                                  | sat Poroinița; comuna Rogova                             | În curtea bisericii | sec. XIX                                                                  | Încarcă foto \| video | Raportează eroare |
| MH-IV-m-B-10476                                                                  | Troiță de lemn                                                                                   | sat Prejna; comuna Balta                                 | La marginea satului |                                                                           | Încarcă foto \| video | Raportează eroare |
| MH-IV-m-B-10477                                                                  | Troiță de lemn                                                                                   | sat Șiroca; comuna Godeanu                               | La intrarea în sat |                                                                           | Încarcă foto \| video | Raportează eroare |
| MH-IV-m-B-10478                                                                  | Troiță de lemn                                                                                   | oraș Strehaia                                            | la ieșirea spre satul Comanda |                                                                           | Încarcă foto \| video | Raportează eroare |
| MH-IV-m-A-10411.02                                                               | Cimitir turcesc                                                                                  | sat Șimian; comuna Șimian                                | pe insula Șimian | sec. XVIII                                                                | Încarcă foto \| video | Raportează eroare |
| MH-IV-s-B-10426.02                                                               | Cimitirul vechi                                                                                  | sat Turtaba; comuna Isverna                              | Pe deal, la capătul satului |                                                                           | Încarcă foto \| video | Raportează eroare |